# Colección Carmen Thyssen-Bornemisza

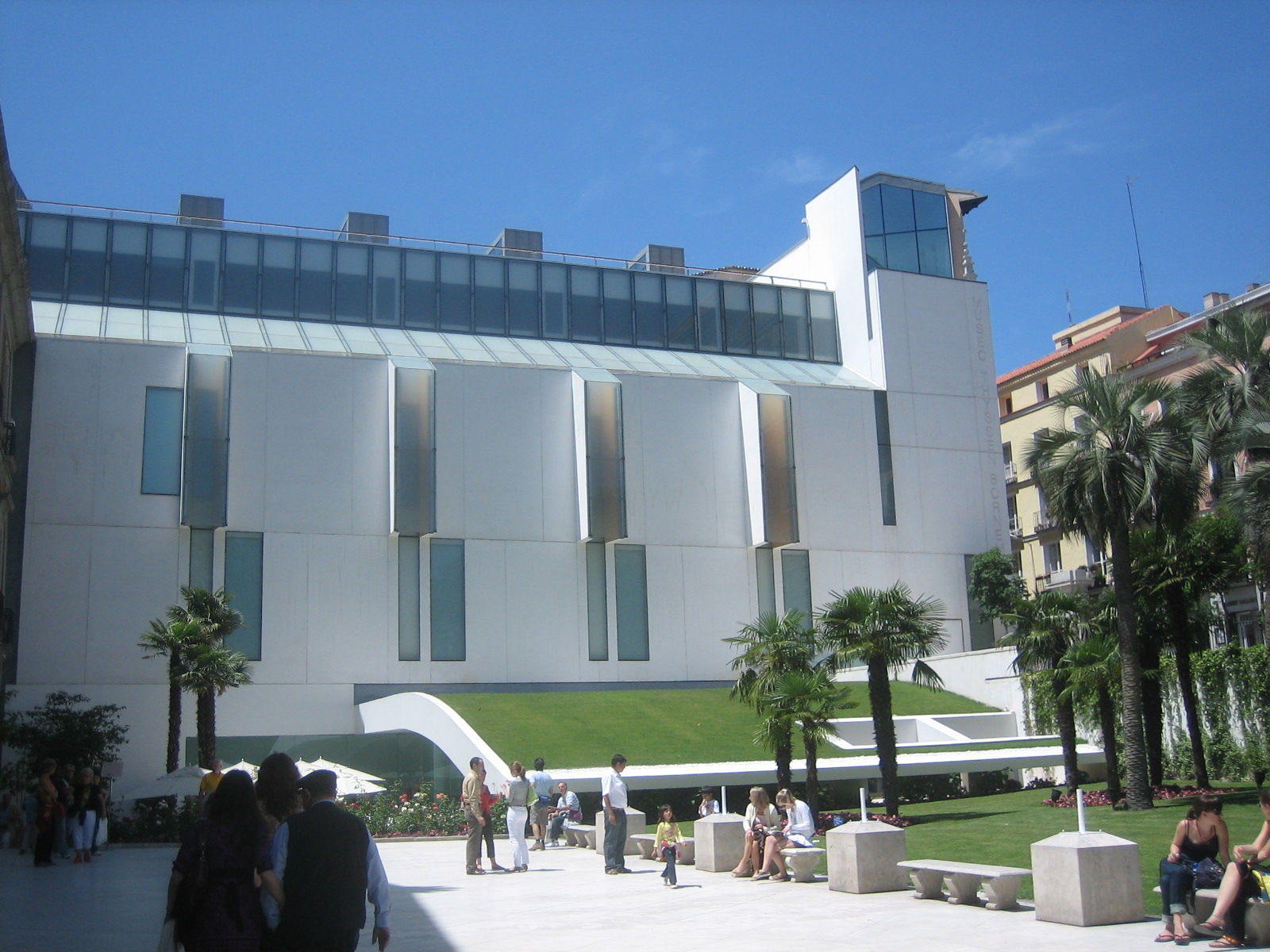
Ampliación del Museo Thyssen-Bornemisza de Madrid, que alberga una selección de arte internacional de la colección.

La Colección Carmen Thyssen-Bornemisza es una colección privada de arte, mayormente pintura europea de los siglos XIX y XX, propiedad de Carmen Cervera, viuda del barón Hans Heinrich von Thyssen-Bornemisza. Gran parte de dicha colección, que sobrepasa las 400 piezas, se expone en diversos museos en régimen de préstamo: el repertorio de arte internacional, en el Museo Nacional Thyssen-Bornemisza de Madrid; las secciones de pintura española y andaluza de los siglos XIX y XX, en el Museo Carmen Thyssen de Málaga, específicamente creado para ello; y un conjunto de pintura catalana se exhibe en el Museo Nacional de Arte de Cataluña (MNAC) de Barcelona. Mientras que el proyecto de otra pinacoteca en el monasterio de Sant Feliu de Guíxols parece demorarse, en 2016 se ha abierto otra pequeña subsede de la colección en Andorra, que muestra selecciones de obras en muestras temporales.

## Historia
Aunque el origen de esta colección proviene en buena medida de la herencia de los mecenas Thyssen, pues es complementaria a la anterior, el gusto coleccionista de la baronesa es previo. Con sensibilidad artística desde niña, es en torno a la década de 1960 cuando empieza a coleccionar de forma esporádica. Coincidiendo con el matrimonio con el barón Thyssen, Carmen Thyssen empieza a respaldar con su apoyo y opinión los proyectos de su marido, que giran en torno a una serie de exposiciones internacionales y a la compra de más obras, que los marchantes les ofrecen. 
El punto de inflexión, a la hora de comenzar de forma seria su actividad coleccionista, se produce con el interés por el pintor norteamericano George Brown (1831-1913) y por Manuel Wssel de Guimbarda (1833-1907), nacido en Cuba y activo en Sevilla. Álvarez Lopera apunta que es en 1987 cuando decide lanzarse al coleccionismo a gran escala. Hasta entonces fueron solo compras casuales, siendo en su mayoría pintura de paisaje y costumbrista española del siglo XIX y comienzos del XX como Darío de Regoyos y Raimundo de Madrazo; o de su entorno como Josep Amat y el retratista Ricardo Macarrón. No se deja de lado el ya conocido criterio coleccionista del barón, de modo que la pareja adquiere obras de Jan Brueghel el Viejo, Constable y Monet. Esta implicación fue el germen de la trayectoria de Carmen como coleccionista. 
La nueva Colección Carmen Thyssen toma como base un grupo de obras de arte que había quedado fuera del repertorio inaugural del Museo Thyssen-Bornemisza. Los barones Thyssen y el gobierno español habían seleccionado en 1987-88 un total de 775 obras de arte para la creación del museo de Madrid, que se inauguró el 8 de octubre de 1992. Este conjunto artístico se depositó inicialmente en el museo en régimen de alquiler, y en su selección se excluyeron múltiples obras: algunas por deseo de los prestadores, que deseaban reservarlas para sus casas, como el importante óleo Mata Mua de Paul Gauguin, y otras porque se entendió que -a pesar de su calidad- no resultaban imprescindibles. 

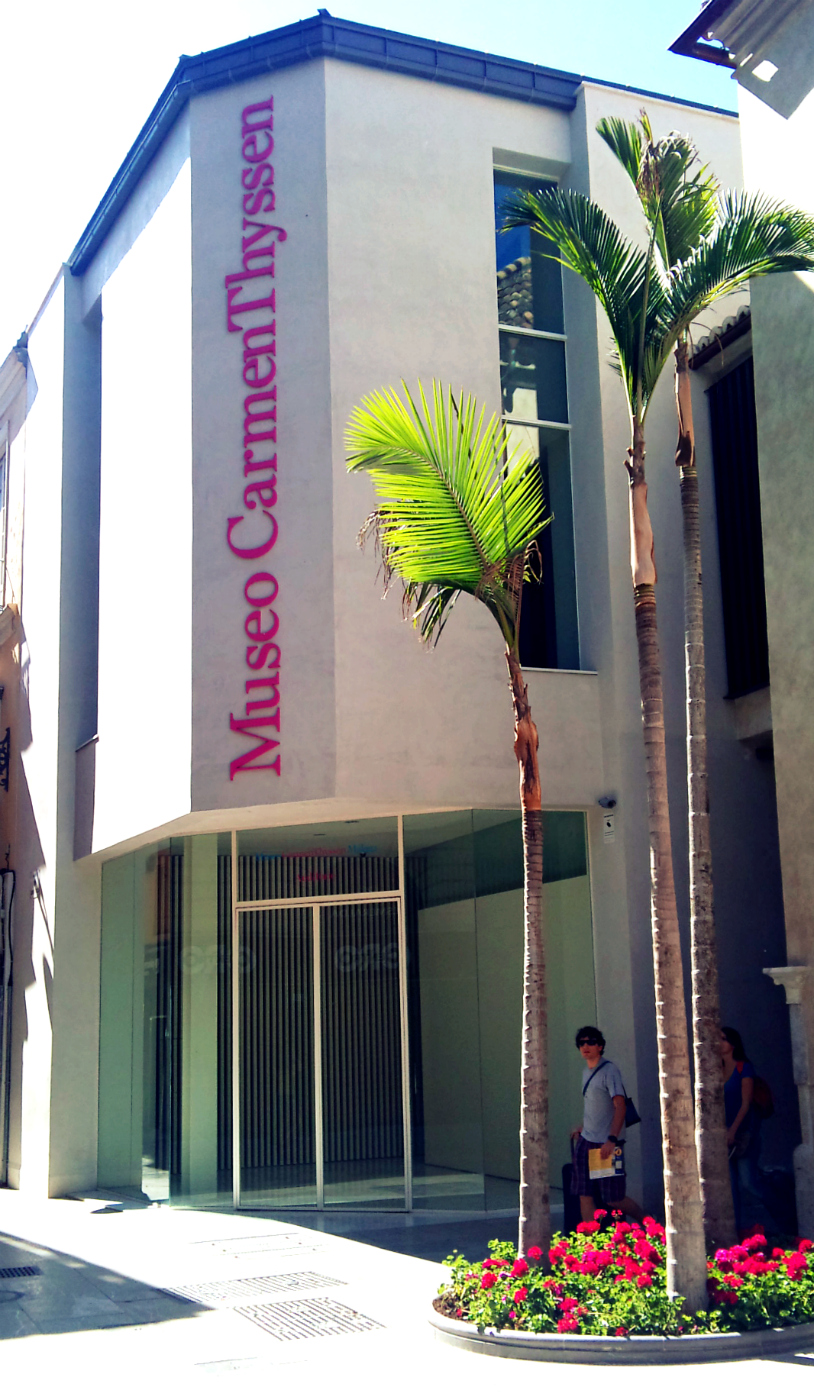
Museo Carmen Thyssen de Málaga, que alberga obras españolas de la colección, desde Zurbarán hasta Sorolla.

Tras la cesión definitiva del repertorio del Museo Thyssen-Bornemisza a España en 1993, que suponía la estabilidad del núcleo fundamental de la colección, la familia Thyssen retuvo este segundo conjunto de pinturas y demás antigüedades, que (según relata la propia baronesa) se tasó para su reparto entre los diversos herederos del barón. Tras largos litigios el barón consiguió cerrar, poco antes de morir, un acuerdo de reparto, incluyendo como beneficiarios a Carmen y al hijo de esta, que él había adoptado (Borja Thyssen-Bornemisza). Ya antes del acuerdo Carmen había dado prioridad a las obras de arte, renunciando según relataría a joyas y otros bienes para obtener piezas artísticas en manos de otros herederos. Carmen Thyssen recordaba en 1998 que la herencia supuso una toma de conciencia a la hora de tomar el relevo del coleccionismo familiar, pues había miembros que no deseaban continuar con la labor de mecenazgo. En este reparto pasan a la colección de la baronesa unas 125 pinturas, además de muebles, tapices, alfombras y esculturas, entre ellas cuatro grupos escultóricos de Rodin elaborados en mármol: La muerte de Atenas, Cristo y la Magdalena, El Sueño y El Nacimiento de Venus. Se exhiben actualmente en el atrio del museo de Madrid.
A partir de 1994 se sucedieron las exposiciones con obras propiedad de Carmen Thyssen, tanto en España como en Europa y Asia. Esta política expositiva ha permitido conocer de forma exhaustiva la colección desde sus diferentes vertientes, a la vez que han jugado un papel fundamental en la preservación y difusión de la memoria histórica, preocupaciones del barón. El perfil de la nueva colección insiste en algunas preferencias de los Thyssen, como los paisajes, aunque también da gran énfasis al Costumbrismo español, lo cual marca una clara diferencia respecto de la colección Thyssen clásica, formada en Holanda y Suiza según un gusto más ecléctico e internacional y en la cual el arte español era minoritario hasta Picasso.
Junto al perfil internacionalista de las obras adquiridas entre 1993 y 1996, la principal aportación de la baronesa fue su preocupación por recuperar la pintura española del siglo XIX y XX. Su interés por autores españoles figurativos como Sorolla, Ignacio Zuloaga, Romero de Torres, Darío de Regoyos y Olga Sacharoff coincidió con un repunte de éstos en el mercado del arte, fenómeno al que ella misma contribuyó. Así, pinturas adquiridas por ella a precios razonables en la década de 1990 vieron dispararse su estimación apenas diez años después. Pero a pesar de dicho éxito como inversión, la importancia de la colección es matizada por algunos expertos, quienes consideran que es más interesante como conjunto que por la calidad de cada pieza. 
Miguel Fernández Cid a propósito de la colección manifestaba:«Carmen Cervera se detiene en el siglo XIX, pero su aportación es determinante: mira hacia lo español, rescata obras de primerísima importancia y la fuerza de su empeño sugiere que sin duda estamos ante el nacimiento de esa gran colección de arte español del XIX, tantas veces reivindicaba como postergada. Dicho con claridad: si durante años se habló de completar la oferta museística madrileña con un museo que redescubriese el XIX español, esta colección está llamada a realizar esa función»
La extensión del Museo Thyssen-Bornemisza a dos palacios anejos pertenecientes a la familia Goyeneche se acometió en 2002-2004 para albergar una selección de la colección de la baronesa en régimen de préstamo; si bien aportó también una planta entera más adecuada para muestras temporales. El propósito real de la ampliación era fusionar en una sola ordenación ambas colecciones, la Thyssen clásica y la nueva de la baronesa; pero la hijastra de Carmen Cervera, Francesca Thyssen-Bornemisza, miembro del Patronato del museo, se opuso y se optó por una solución intermedia: exhibir las colecciones separadas, y dejar para más adelante su posible fusión. Tras diversas prórrogas del plazo de préstamo y complejas negociaciones, en febrero de 2022 Carmen, su hijo Borja y el ministro de Cultura Miquel Iceta suscribieron un nuevo acuerdo de cesión, en forma de arrendamiento pagado (6,5 millones de euros anuales), que asegura para 15 años la permanencia de 330 obras de la colección. Al hilo de este acuerdo, un despliegue de las mejores obras de este depósito se ha reubicado en la planta baja del Palacio de Villahermosa.
Paralelamente, y con mayor celeridad, se negoció y culminó la apertura del Museo Carmen Thyssen de Málaga. Inaugurado en 2011, este centro muestra una selección de obras españolas, en su mayoría andaluzas y de los siglos XIX y XX.

## Contenido

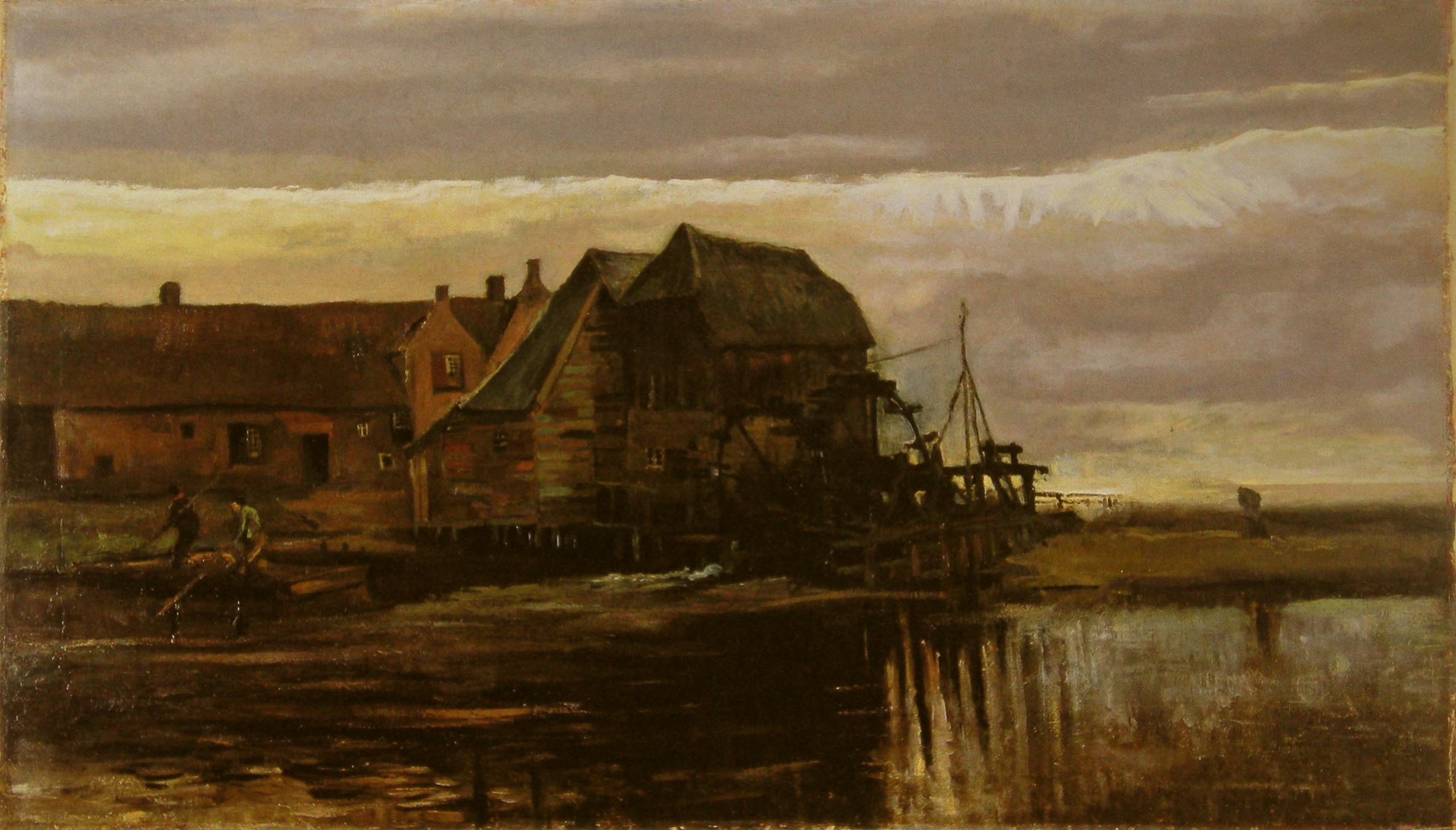
Molino en Gennep, Holanda, cuadro de Vincent van Gogh.

La Colección Carmen Thyssen-Bornemisza no es tan sólida ni variada como la Thyssen histórica, si bien incluye piezas de épocas muy dispares que refuerzan notablemente esta última al exhibirse conjuntamente.

### De Simone Martini a 1600
Entre las piezas más antiguas e importantes, destaca la tabla San Pedro de Simone Martini, único ejemplo de dicho autor en España y acaso el último que subsiste en manos privadas en todo el mundo. Se exhibe en el edificio principal, junto con la colección Thyssen de propiedad pública, al igual que un tapiz italiano del siglo XV, del taller de Rubinetto di Francia (Lamentación por Cristo muerto), y un relieve de Andrea della Robbia: San Agustín, realizado en terracota esmaltada.
La colección también incluye varias esculturas de madera, anónimas, francesas e italianas, y arcones italianos (cassone) tanto góticos como manieristas.

### SiglosXVIIyXVIII
El núcleo más sólido de la colección se inicia hacia 1600, con Niccolò Frangipane (El Nazareno), Jan Brueghel el Viejo (El jardín del Edén), Tobias Verhaecht (Paisaje montañoso con Venus y Adonis), Carlo Saraceni (Venus y Marte), Luca Giordano (El juicio de Salomón), Andrea Locatelli, Giuseppe Maria Crespi, Louise Moillon, Van Dyck (Cristo crucificado), Bernardo Cavallino, Giovanni Francesco Romanelli, Salvator Rosa (Paisaje con ruina, puerto y soldados), Jean-Baptiste Monnoyer (tres bodegones), Abraham Bloemaert (Huida a Egipto), Pieter de Hooch, Jan Steen, paisajes de Jan van Goyen, Aert van der Neer, Philips Koninck y Karel Du Jardin... 
La pintura española de esta época tiene una presencia corta; a destacar una Santa Marina de Zurbarán, una pareja de lienzos religiosos de José Antolínez, La coronación de la Virgen de Bernardo Lorente Germán, una serie de cuatro lienzos de Francisco Barrera sobre Las estaciones del año y otros cuatro de tema religioso del menos conocido Jerónimo Ezquerra, de los que tres se exhiben en el museo de Málaga. 
La estatua San Sebastián de Bernini, obra juvenil de 1615, se exhibe en el museo de Madrid de manera intermitente. Tras mencionarse durante años como perteneciente a Carmen Thyssen, en la exposición temporal Lágrimas de Eros (2009) esta escultura fue catalogada como prestada por Omicron Collections Ltd, sociedad radicada en el extranjero que consta como perteneciente a la misma baronesa; pero en diciembre de 2021 el director artístico del museo madrileño, Guillermo Solana, mencionó este mármol como «perteneciente a un hijo del barón».
Dentro del siglo XVIII, se puede citar a Boucher (la pareja de lienzos La pequeña jardinera y La pequeña pastora, y dos paisajes), Fragonard (Retrato de dama), Claude Joseph Vernet, Canaletto (tres paisajes), Francesco Guardi, Giovanni Battista Piazzetta (Una joven de perfil con una máscara), Hubert Robert, Gaspar van Wittel (Vista de la Plaza Navona de Roma) y Giuseppe Zocchi (Vista del río Arno en Florencia).
La colección también mantenía depositado en el museo de Madrid un pequeño cuadro de Francisco de Goya, Mujer y dos niños junto a una fuente, preparatorio para un cartón para tapiz del Museo del Prado; actualmente pertenece al hijo de Carmen, Borja Thyssen-Bornemisza, al igual que El bautismo de Cristo de Corrado Giaquinto.

### SigloXIX: de Courbet a Van Gogh

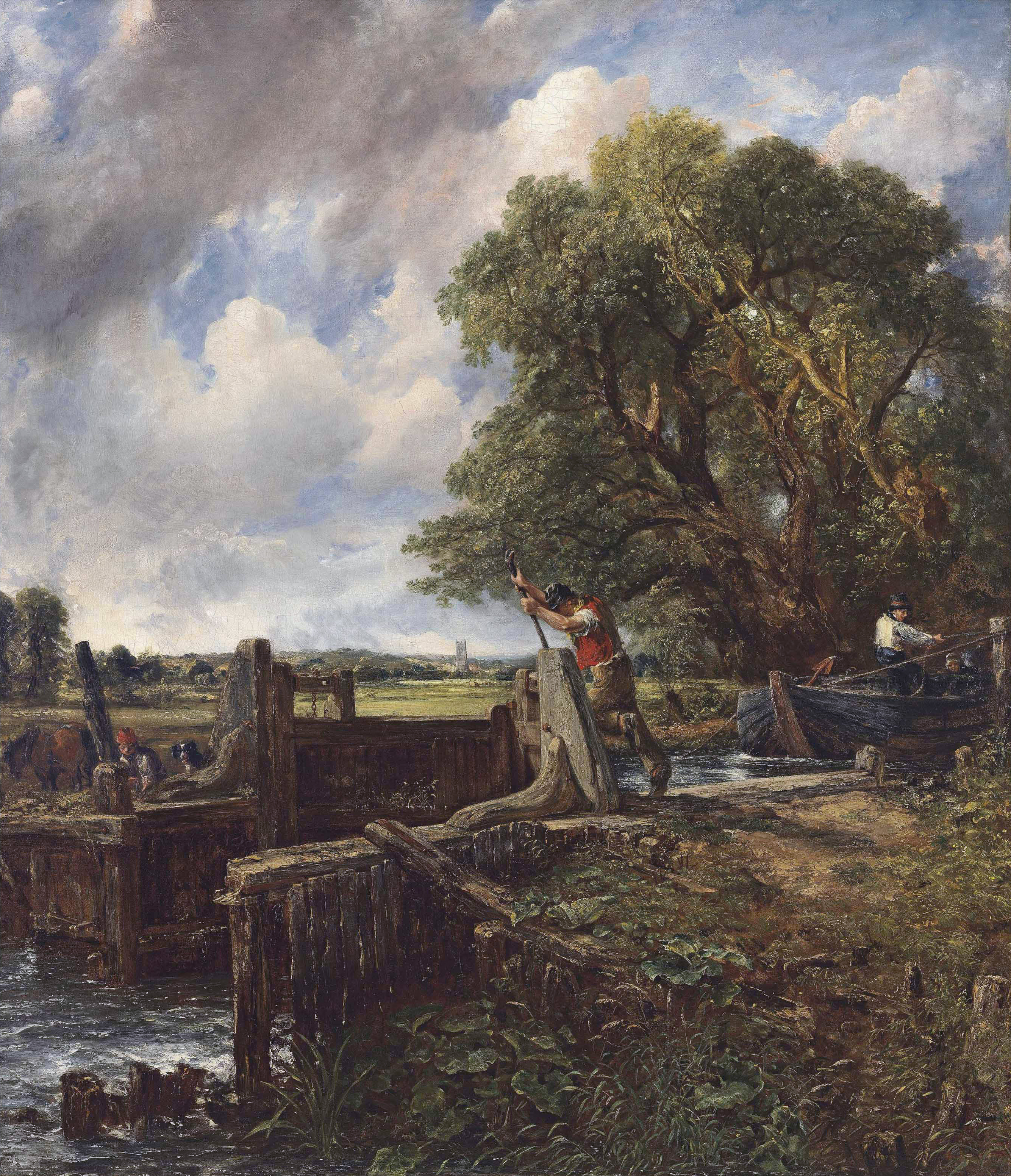
La esclusa (The Lock), pintura de John Constable. Uno de los principales tesoros de la colección, fue subastado por Carmen Cervera en julio de 2012, alcanzando los 20 millones de libras.

Al igual que la Colección Thyssen, esta cuenta con un generoso muestrario de pintura norteamericana del siglo XIX; una treintena de obras ocupa dos salas del museo de Madrid. Se incluyen ejemplos de: John Singer Sargent, Maurice Prendergast, Winslow Homer, Thomas Birch, Martin Johnson Heade, George Inness, John George Brown (nueve pinturas), Frederic Erwin Church, Albert Bierstadt, William Merritt Chase, Childe Hassam... Salvo los tres primeros, son artistas apenas conocidos por el público europeo no iniciado, aunque han cobrado gran estima en las subastas y algunos ya escasean en el mercado.
El mayor atractivo de toda la colección es, presumiblemente, el lote de obras de Paul Gauguin, que incluye ocho pinturas como el lienzo Mata Mua y otras de diversas etapas. A ellas se suman un boceto en papel para el famoso Cristo amarillo y una cabeza modelada en gres por el mismo artista, de modo que conforman un repertorio que complementa la colección Thyssen principal, que solo cuenta con una pintura juvenil de Gauguin.
El fondo que va del romanticismo a finales de siglo es muy amplio, e incluye a Caspar David Friedrich, Courbet, Corot (La Venus de la fuente, Paisaje de Limousin), Daubigny, Eugène Boudin, Jongkind, Léon-Augustin Lhermitte, Anton Mauve, Jozef Israels, Toulouse-Lautrec (Los jockeys), cuatro paisajes de Alfred Sisley, Armand Guillaumin, tres obras de Claude Monet, cuatro de Pissarro, cuatro lienzos de Pierre Bonnard, Campo de trigo de Pierre-Auguste Renoir, Degas (El estanque en el bosque), Berthe Morisot (Pastora desnuda tumbada), Édouard Vuillard, Henri Le Sidaner, Emile Bernard, Maurice Denis, Jean-Louis Forain, Max Liebermann, nueve lienzos de Maximilien Luce, dos paisajes de Paul Signac y un gran paisaje juvenil de Van Gogh (Molino en Gennep, Holanda).
Tristemente una de las obras capitales de la colección, el gran paisaje La esclusa de John Constable, fue vendido por la baronesa, que alegó supuestas necesidades financieras, a pesar de que, según se ha publicado, figura entre las mayores fortunas de Suiza, con un patrimonio de entre 1.500 y 2.000 millones de dólares. Se supone que dicha fortuna está mayormente invertida en arte, lo cual explica que la baronesa argumentara necesidades de liquidez. El lienzo de Constable, que había marcado un récord en pintura británica cuando lo adquirieron los barones en 1990, fue subastado el 4 de julio de 2012 por la firma londinense Christie's, alcanzando la cifra de 20 millones de libras esterlinas, unos 24,8 millones de euros (comisiones aparte).

### SigloXX: del expresionismo a Morandi
El repertorio del siglo XX es más bien desigual y se detiene (al menos en su parte conocida) a mediados de siglo, aunque es generoso en artistas extranjeros muy cotizados, sobre todo de las tres primeras décadas. 
Sobresalen los ejemplos del expresionismo alemán: Ernst Ludwig Kirchner, Max Pechstein, Erich Heckel, Emil Nolde (Tarde de verano), Gabriele Münter, Max Beckmann, Oskar Kokoschka... Cuenta además con Juan Gris (Mujer sentada), Joan Miró, ejemplos fauvistas de Georges Braque (Marina. L'Estaque) y Pablo Picasso (Los segadores), André Derain y tres obras de Henri Matisse: el pequeño paisaje juvenil Canal du Midi (h. 1898-99), Conversación bajo los olivos y la estatuilla Pequeño desnudo en cuclillas. De Matisse, la colección permanente del Museo Thyssen solo posee un ejemplo.
En esta sección hay que citar las cuatro esculturas en mármol de Auguste Rodin que se exhibían en el atrio del museo madrileño hasta su reciente reubicación en otras salas. Junto con otras dos piezas de Rodin ahora pertenecientes a Francesca Thyssen, fueron compradas por el II barón en 1956 a la otra rama de la saga Thyssen que las había heredado. Pertenecen a un lote de siete encargado directamente al artista por el patriarca August Thyssen hacia 1906-1911.
Otros autores extranjeros representados son: Kandinsky (con dos paisajes urbanos aún figurativos), James Ensor (Jardin d'Amour), Edvard Munch, Robert Delaunay (La gran portuguesa), Raoul Dufy, Maurice de Vlaminck, Kees van Dongen, Fernand Léger, Frantisek Kupka, Lyonel Feininger, Jean Metzinger, Willi Baumeister, Joaquín Torres García (ocho obras), Tsuguharu Foujita, Diego Rivera (Retrato de mujer), Paul Delvaux, Wifredo Lam, Giorgio Morandi, Georgia O'Keeffe, Edward Hopper (El velero Martha McKeen), Reginald Marsh, Walt Kuhn (Chico con chistera, 1948), Richard Lindner, Tom Wesselmann, Richard Estes, Michael Andrews (Vista de la mansión Daylesford), Victor Vasarely, Zoran Music y Julian Opie. Llama especialmente la atención una estatuilla azul de Yves Klein: Esclavo agonizante, copiando a Miguel Ángel.

### Arte español, siglosXIXyXX

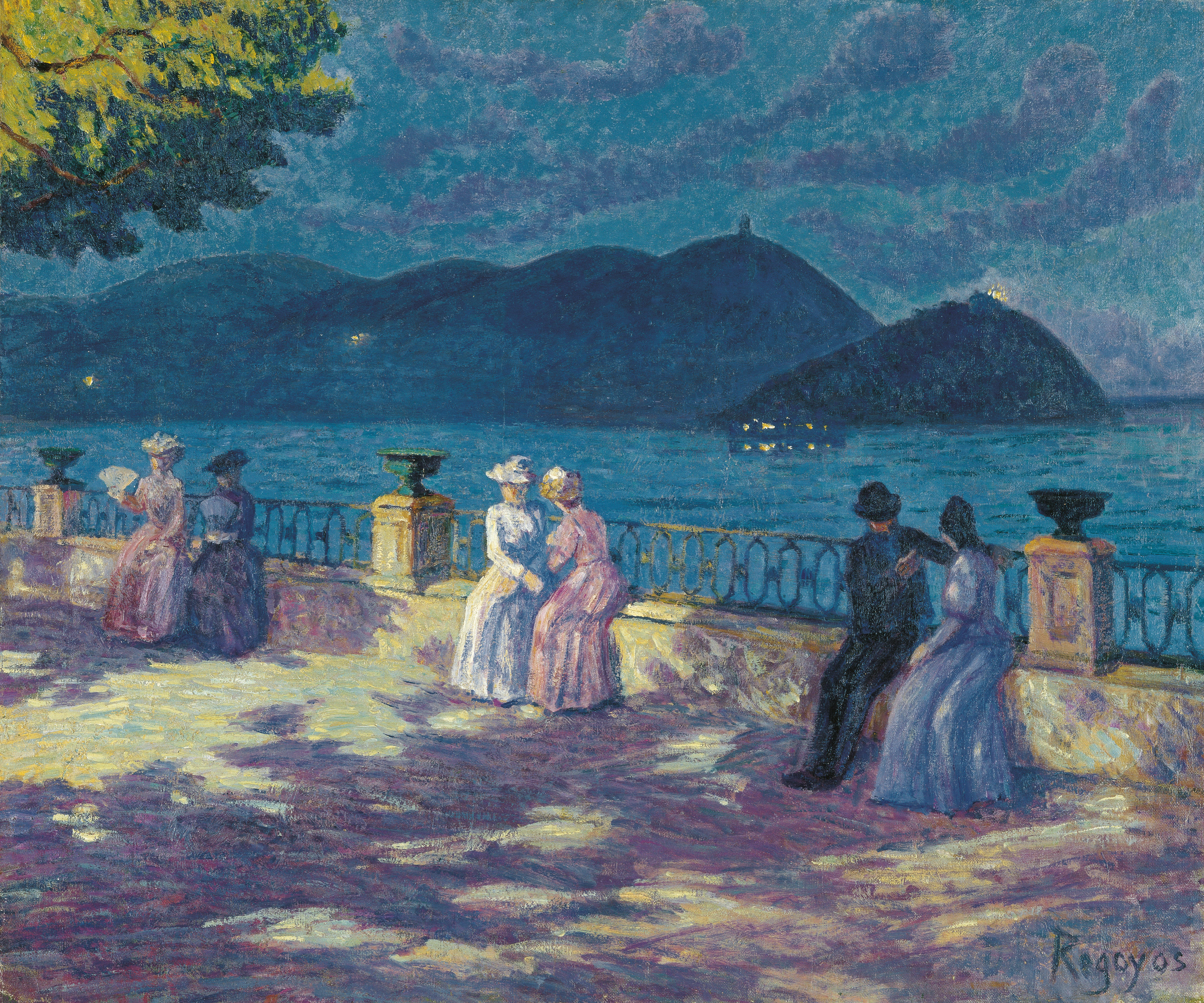
Darío de Regoyos, "La Concha, nocturno", 1906 (Málaga, Museo Carmen Thyssen)

El fondo de pintura española es muy extenso, especialmente rico en pintura costumbrista andaluza y modernistas catalanes. Hay ejemplos de: Genaro Pérez Villaamil, Eugenio Lucas Velázquez, Carlos de Haes, Martín Rico, Vicente Palmaroli, Eduardo Rosales, Antonio Muñoz Degrain, Raimundo de Madrazo, Francisco Pradilla, Eduardo Zamacois y Zabala, Ignacio Pinazo, Manuel Barrón, Andrés Cortés y Aguilar, Joaquín Domínguez Bécquer, Manuel Cabral Aguado Bejarano, Manuel Wssel de Guimbarda, José Jiménez Aranda, Emilio Sánchez Perrier, Antonio Reyna Manescau, Gonzalo Bilbao, José Moreno Carbonero, Gustavo Bacarisas... hasta Anglada Camarasa, Julio Romero de Torres, Darío de Regoyos, Francisco Iturrino, Valentín de Zubiaurre, Joaquín Mir, Cecilio Plá, Isidro Nonell, Joaquín Sunyer, Eliseo Meifrén, José Moreno Villa y una nutrida presencia de Joaquín Sorolla. Destacan dos lienzos de gran formato: Corrida de toros en Éibar de Ignacio Zuloaga, expuesto en el Museo Carmen Thyssen de Málaga, y La catedral de los pobres de Joaquín Mir. 
El repertorio español del siglo XX avanzado incluye a José Gutiérrez Solana, Olga Sacharoff, Pere Pruna, Celso Lagar, Benjamín Palencia, Pancho Cossío, Francisco Bores, Menchu Gal... así como un amplio conjunto de retratos encargados por los barones Thyssen a Ricardo Macarrón.
La baronesa posee también arte español contemporáneo, que sigue virtualmente inédito y que podría exponerse en otro centro cultural, que -según algunas fuentes- la Comunidad de Madrid plantea erigir en el antiguo Palacio de Goyeneche, de Nuevo Baztán. Hay obras de: Antonio Saura, Manuel Hernández Mompó, Luis Feito, Eduardo Úrculo, Equipo Crónica, Antoni Clavé, Tàpies, Joan Ponç, Albert Rafols Casamada...

## Proyectos en curso

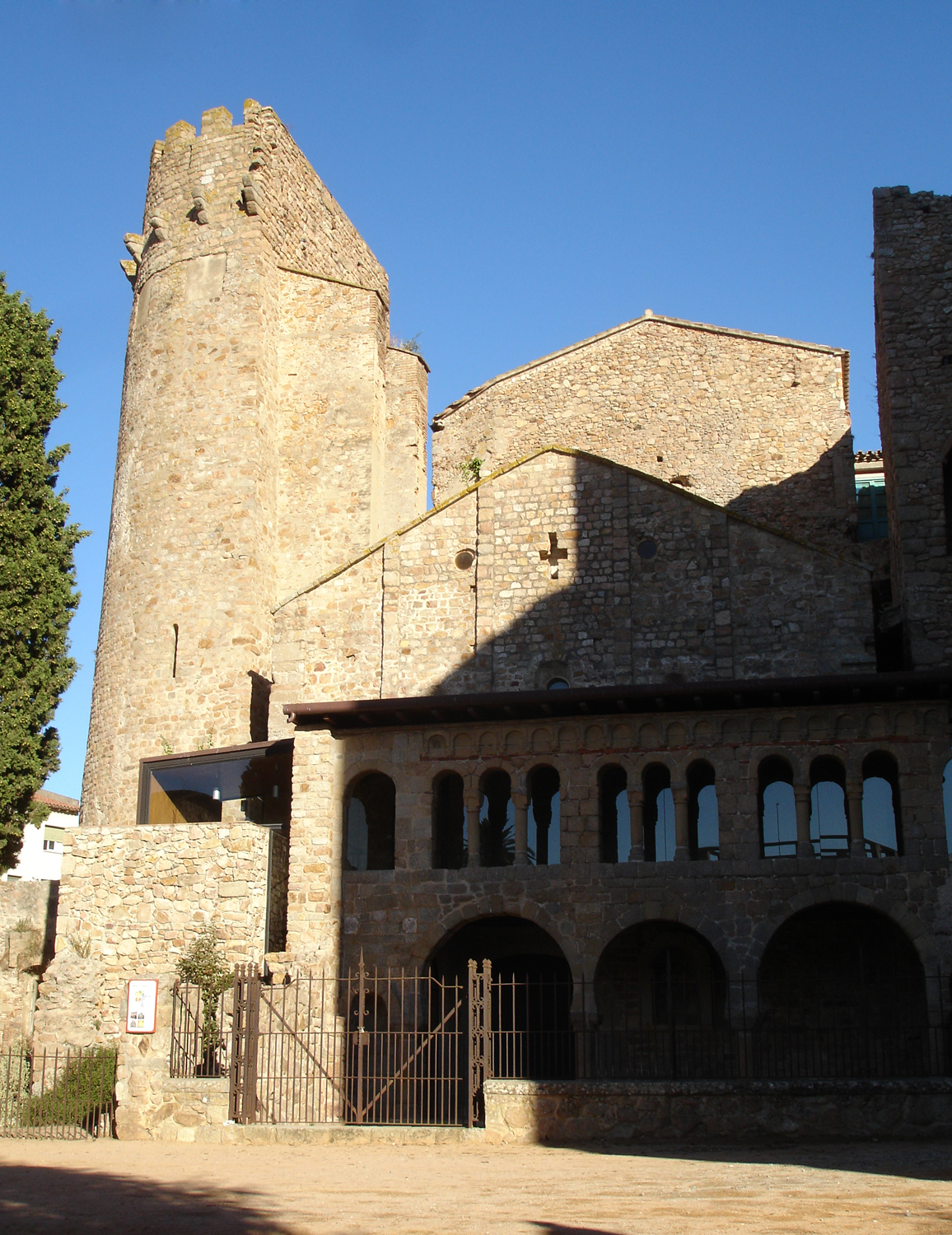
Monasterio de Sant Feliu de Guíxols, que albergará la sección de pintura catalana de la colección.

En junio de 2012, la baronesa y el MNAC de Barcelona anunciaron una significativa ampliación del préstamo de obras visible en dicho museo; pero en 2014 se rumoreaba que el proyecto no avanzaba debido a problemas de financiación. El vecino Palacio de Victoria Eugenia, uno de los pabellones de la exposición de 1929 que venían siendo utilizados por la Fira de Barcelona, iba a ser acondicionado para albergar pinturas de la baronesa; se supone que uniendo más a las actualmente visibles en el edificio principal.
También el proyecto de un museo con obras catalanas de Carmen Thyssen en San Felíu de Guixols parece estancarse. El 7 de enero de 2008, el Ministerio de Cultura de España anunció formalmente que la sección catalana de la colección se instalará en un recinto del Monasterio de Sant Feliu de Guíxols. A día de hoy, algunas pinturas catalanas se exhiben temporalmente en el MNAC de Barcelona, al igual que otras de siglos anteriores cedidas por el Museo Thyssen-Bornemisza de Madrid. El 12 de enero de 2010 se presentó una recreación en 3D del futuro museo del monasterio, en un acto al que acudieron Carmen Cervera y el entonces Presidente de la Generalidad de Cataluña, José Montilla. Sin embargo, en 2012 se asumía públicamente que este proyecto se está ralentizando por falta de financiación, a pesar de lo cual la baronesa ha prestado unas 60 obras para una exposición temporal en el monasterio: De Gauguin a Delvaux.
Tras la inauguración del Museo Carmen Thyssen Málaga en abril del 2011 se confirmó que se prolongaba el préstamo de obras de la sección española y andaluza de la colección al museo hasta el año 2025.
En 2016 se abrió una pequeña subsede de la colección en Andorra, principado donde la baronesa ha establecido su residencia habitual. Este museo (o más bien, sala de exposiciones) irá rotando muestras temporales de duración anual.

## Galería de obras

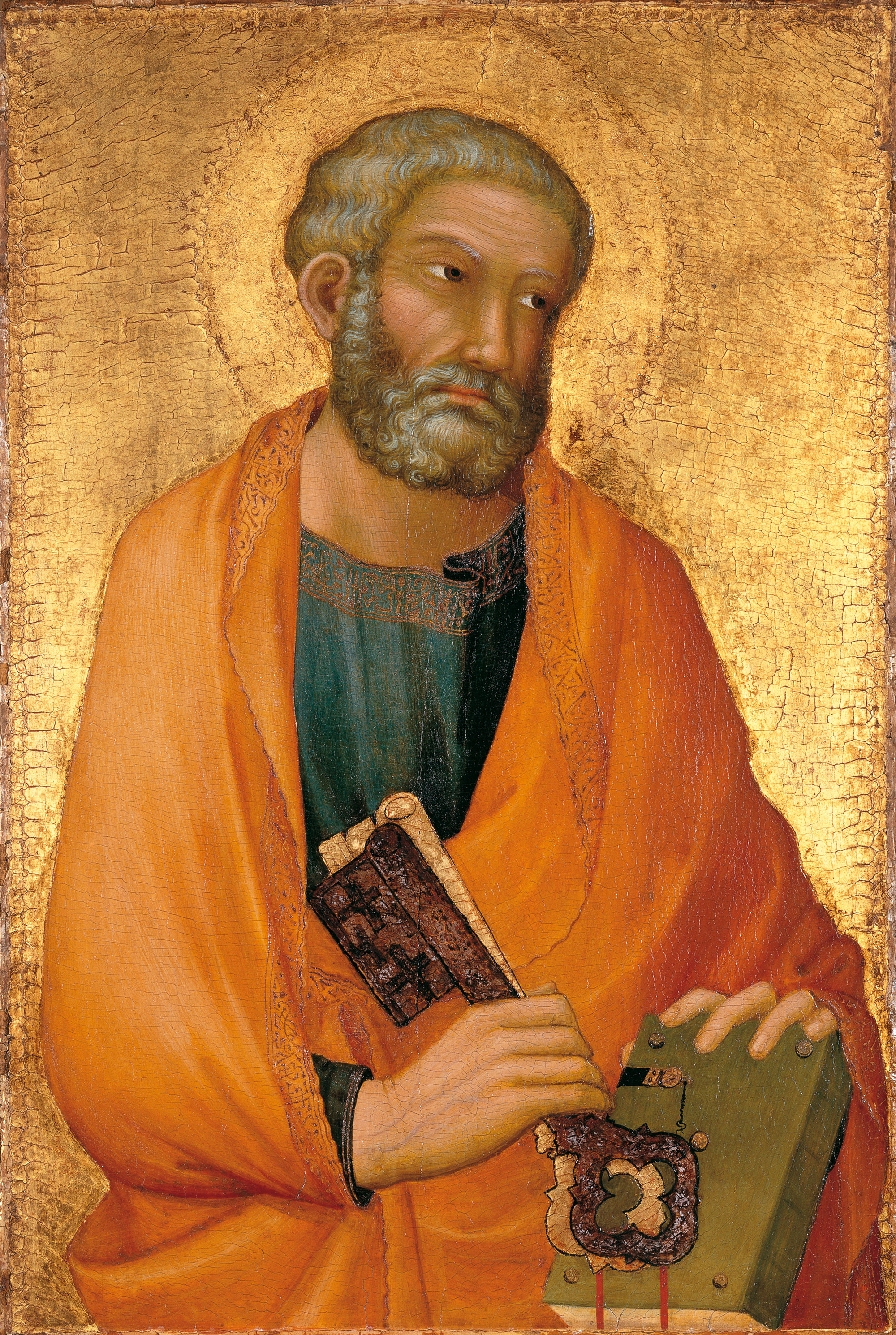
Simone Martini, San Pedro
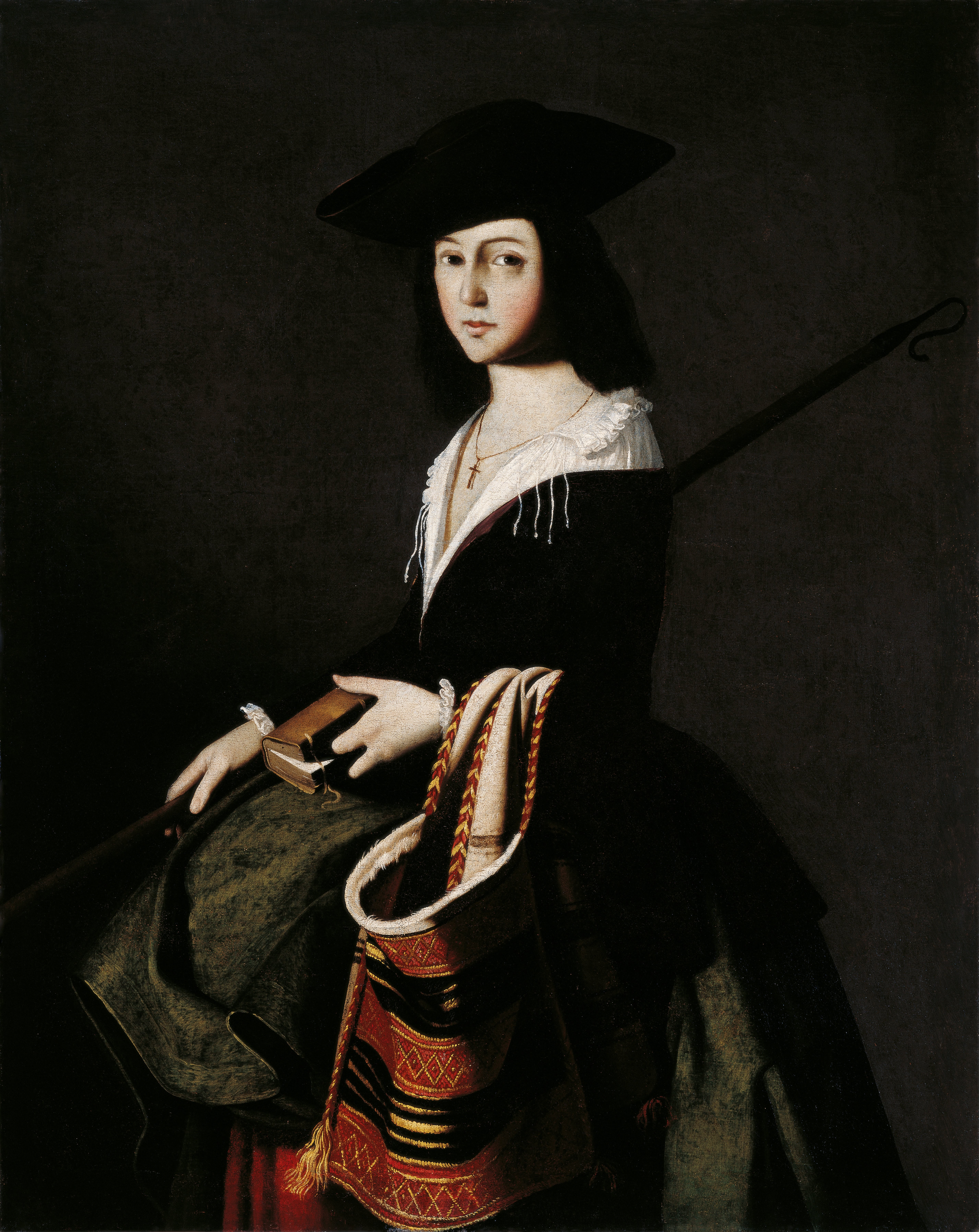
Zurbarán, Santa Marina
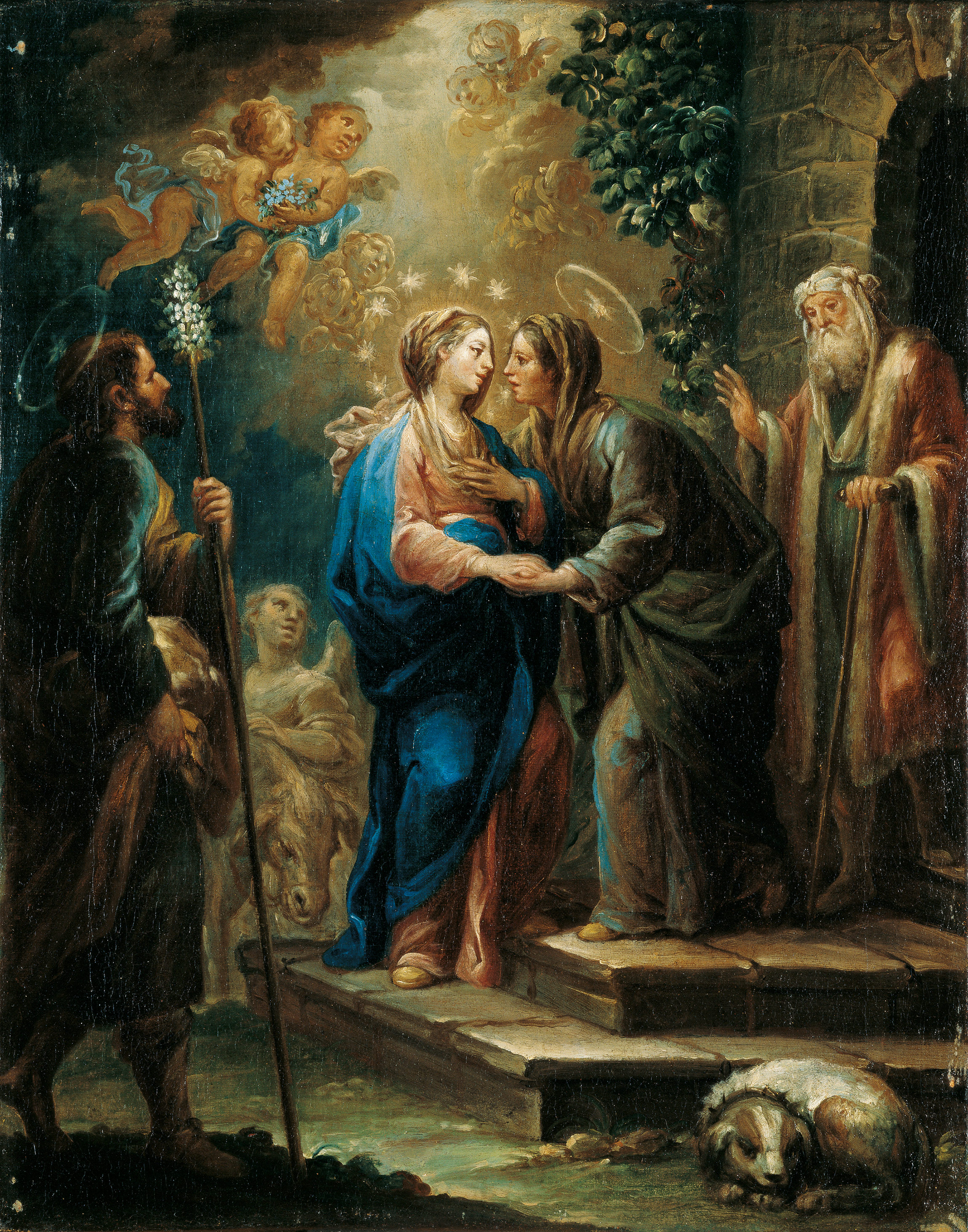
Jerónimo Ezquerra, La Visitación
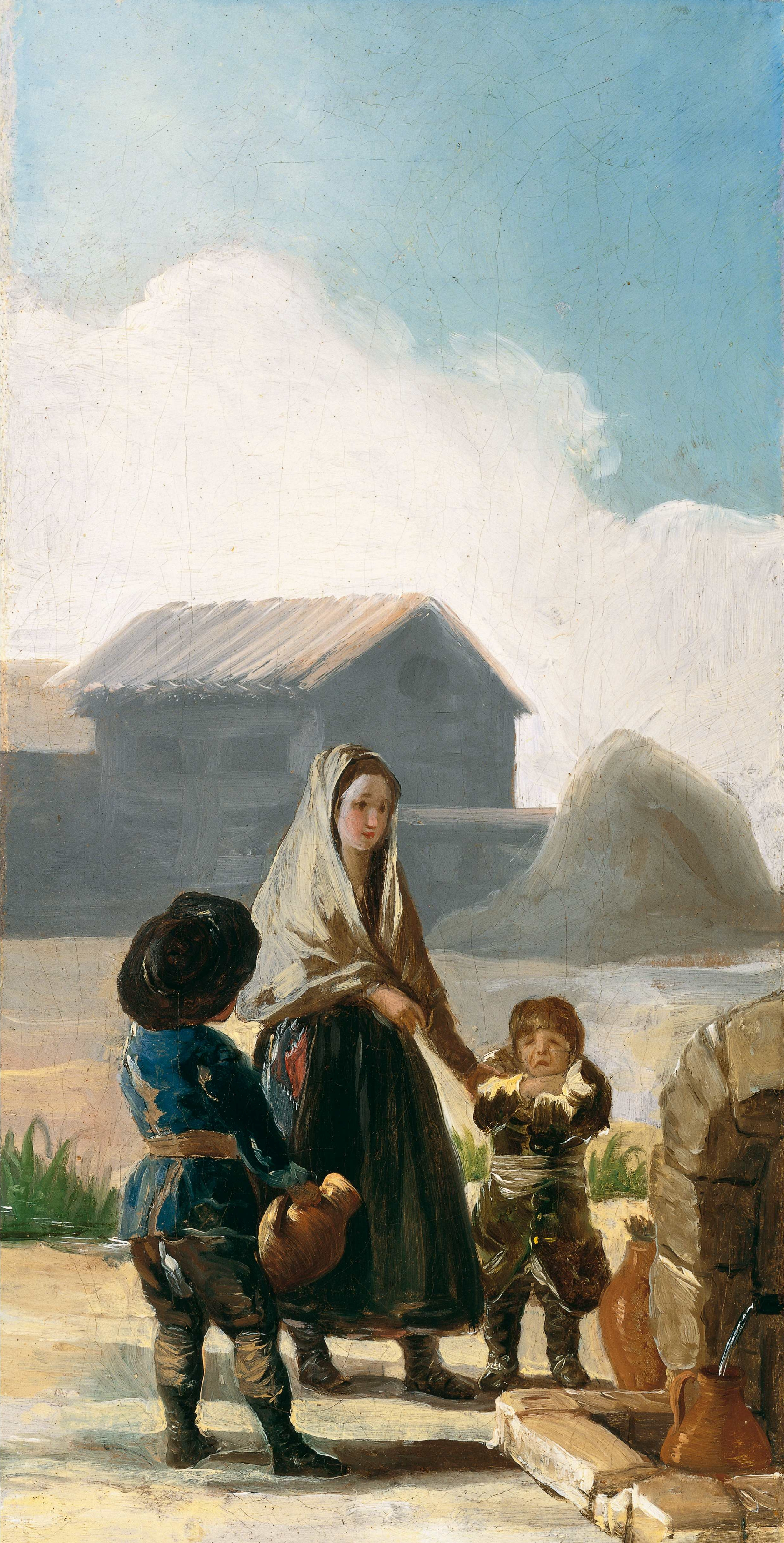
Goya, Mujer y dos niños junto a una fuente
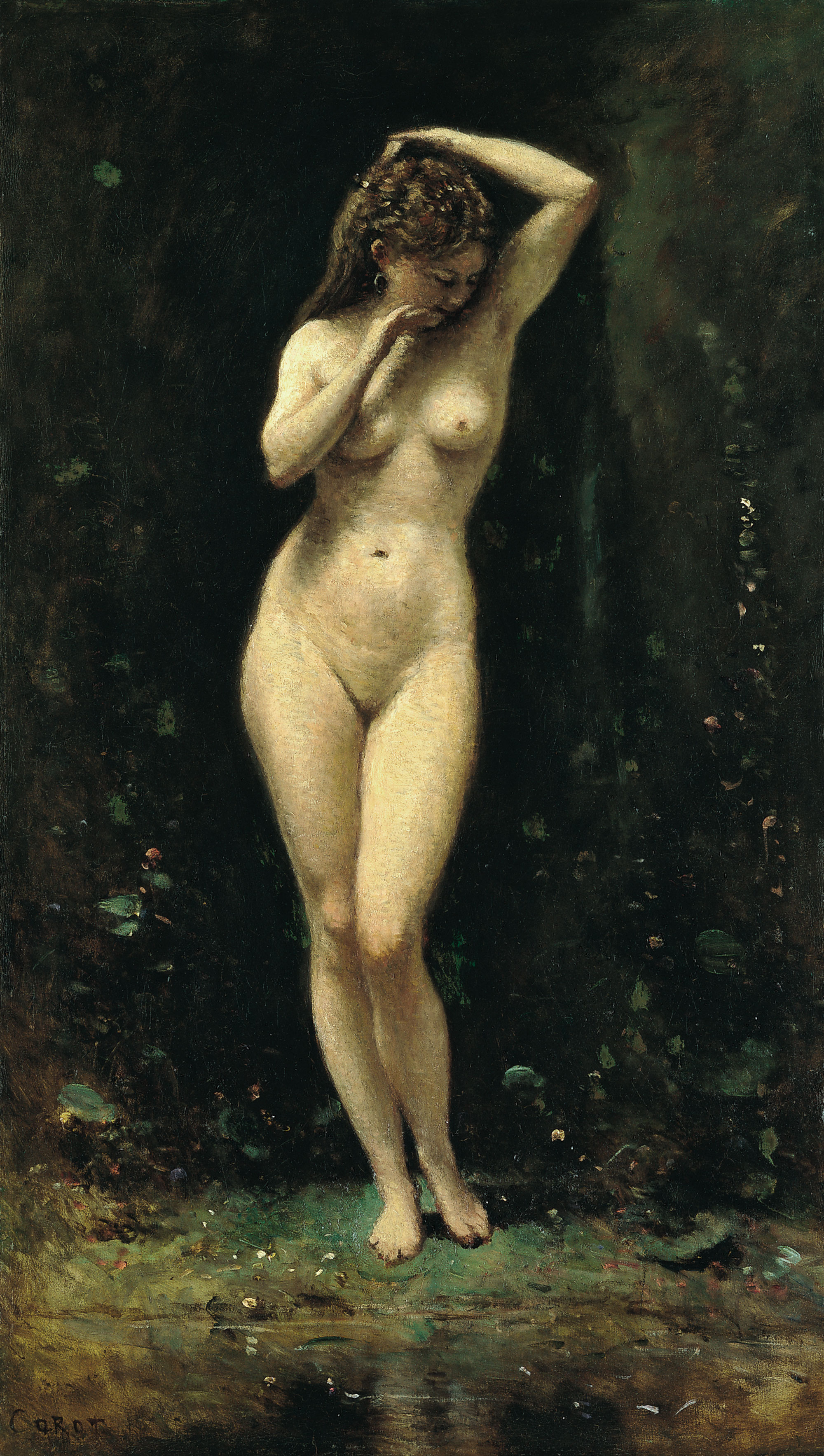
Corot, El baño de Diana o La fuente
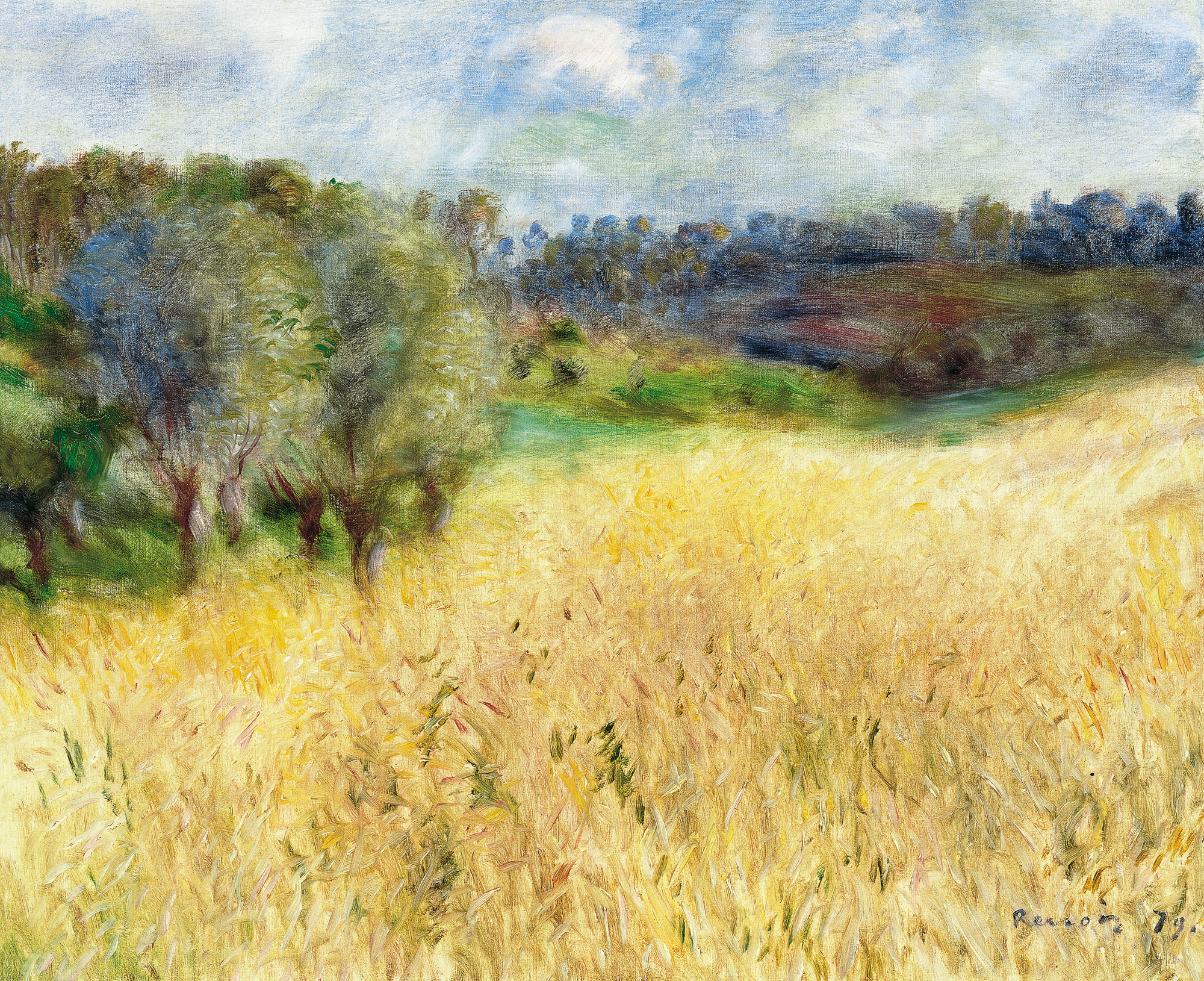
Renoir, Campo de trigo (1879)
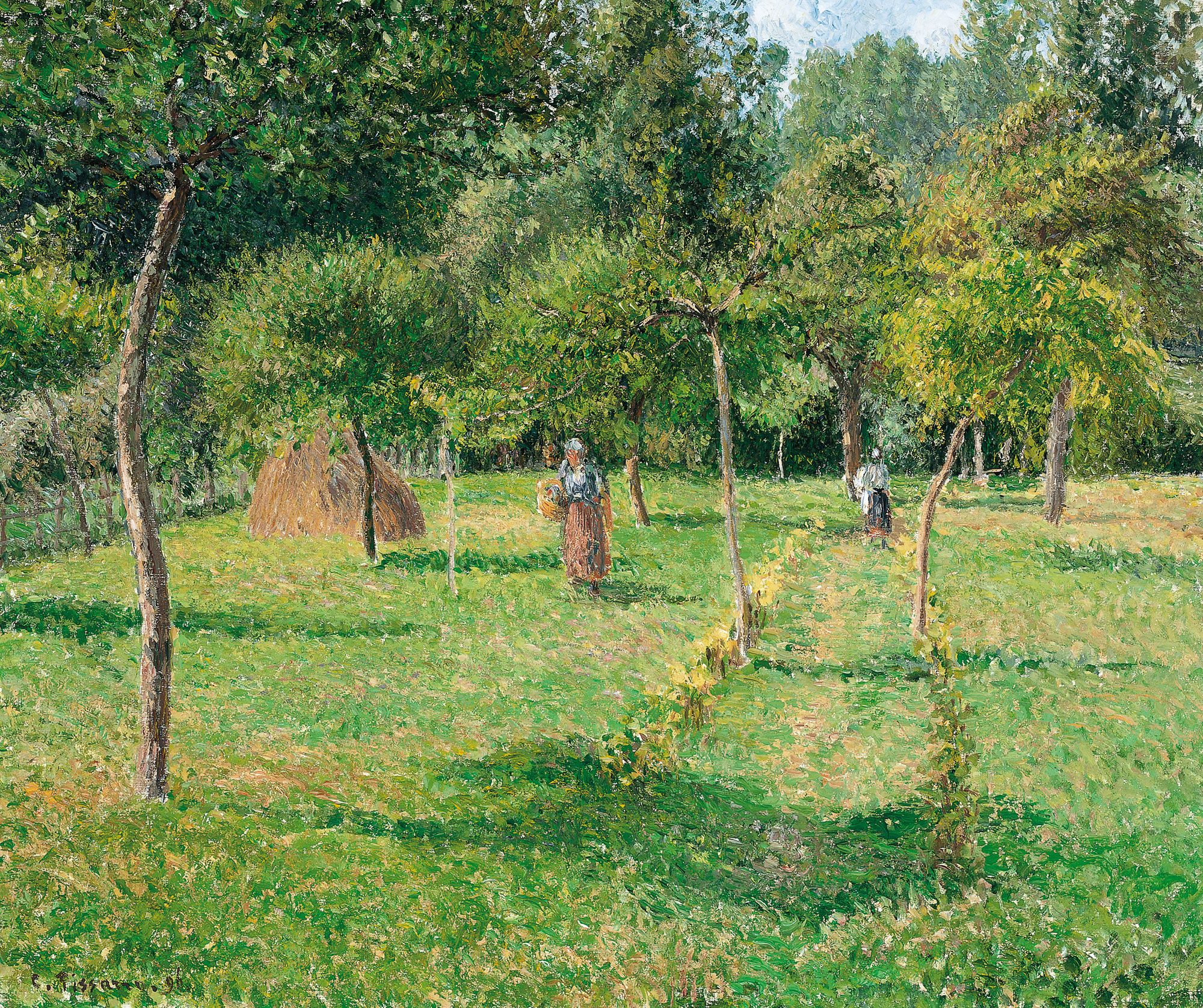
Pissarro, El huerto en Éragny
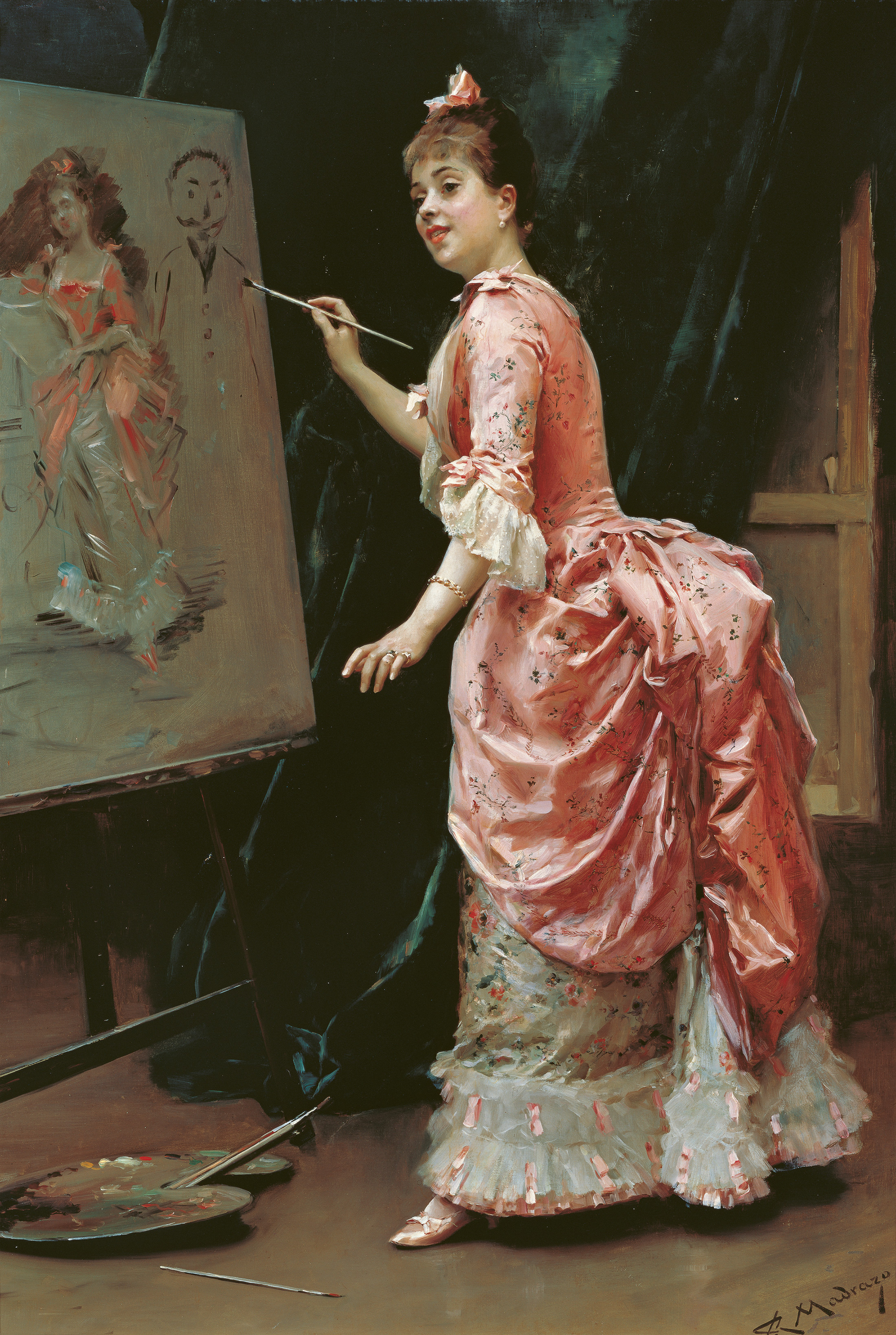
Raimundo de Madrazo, Travesuras de la modelo
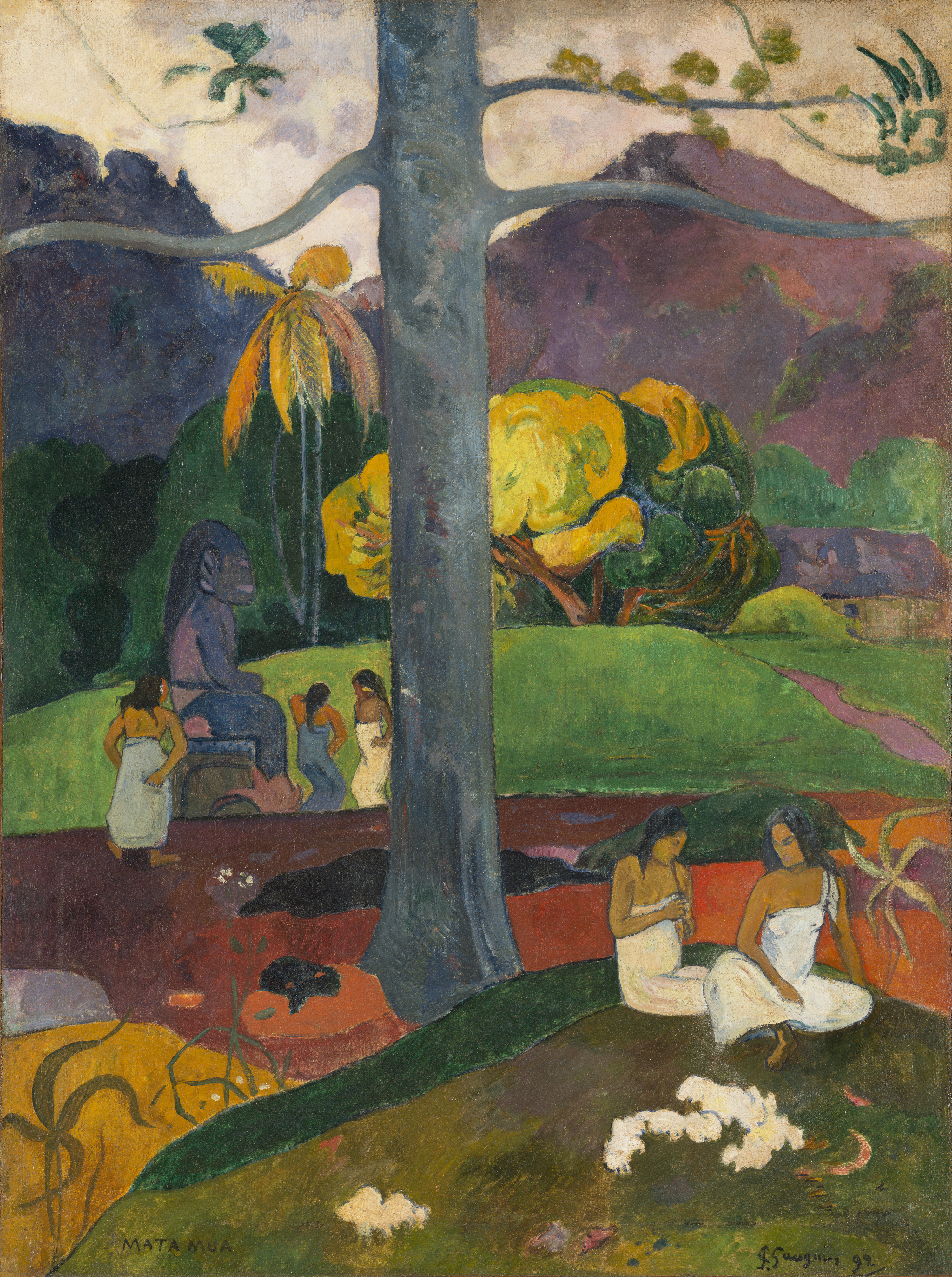
Paul Gauguin, Mata Mua
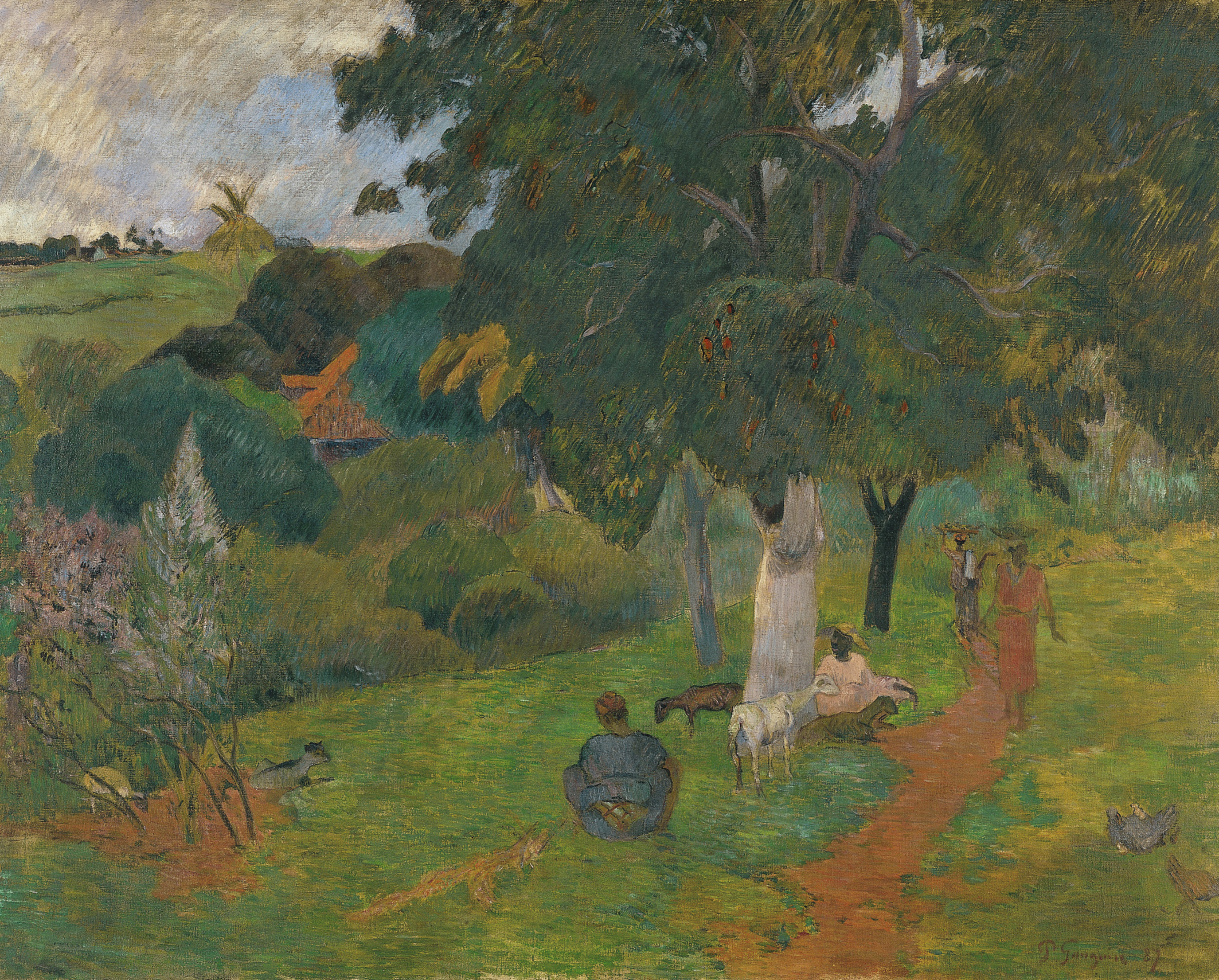
Paul Gauguin, Idas y venidas (Martinica)
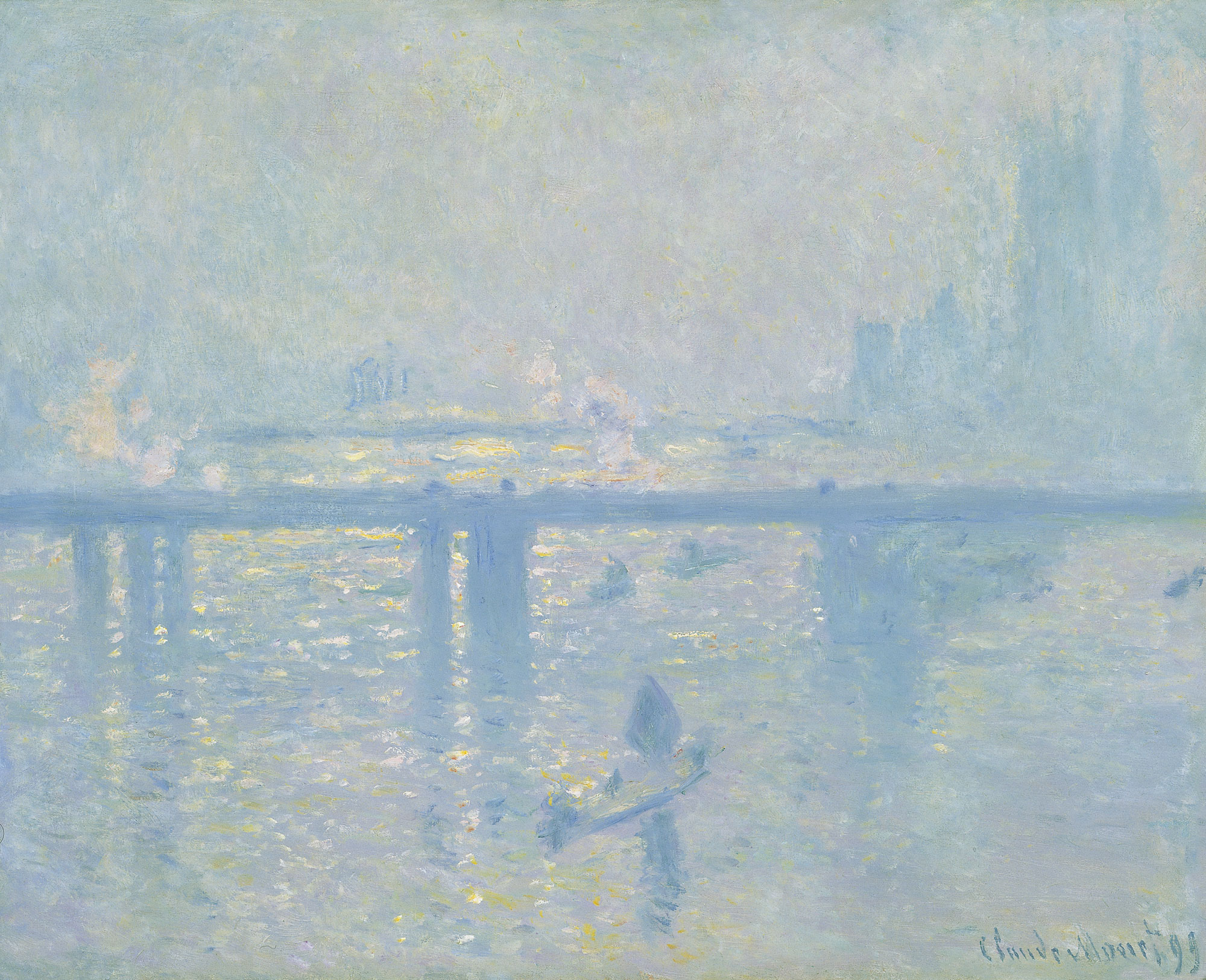
Claude Monet, El puente de Charing Cross en Londres
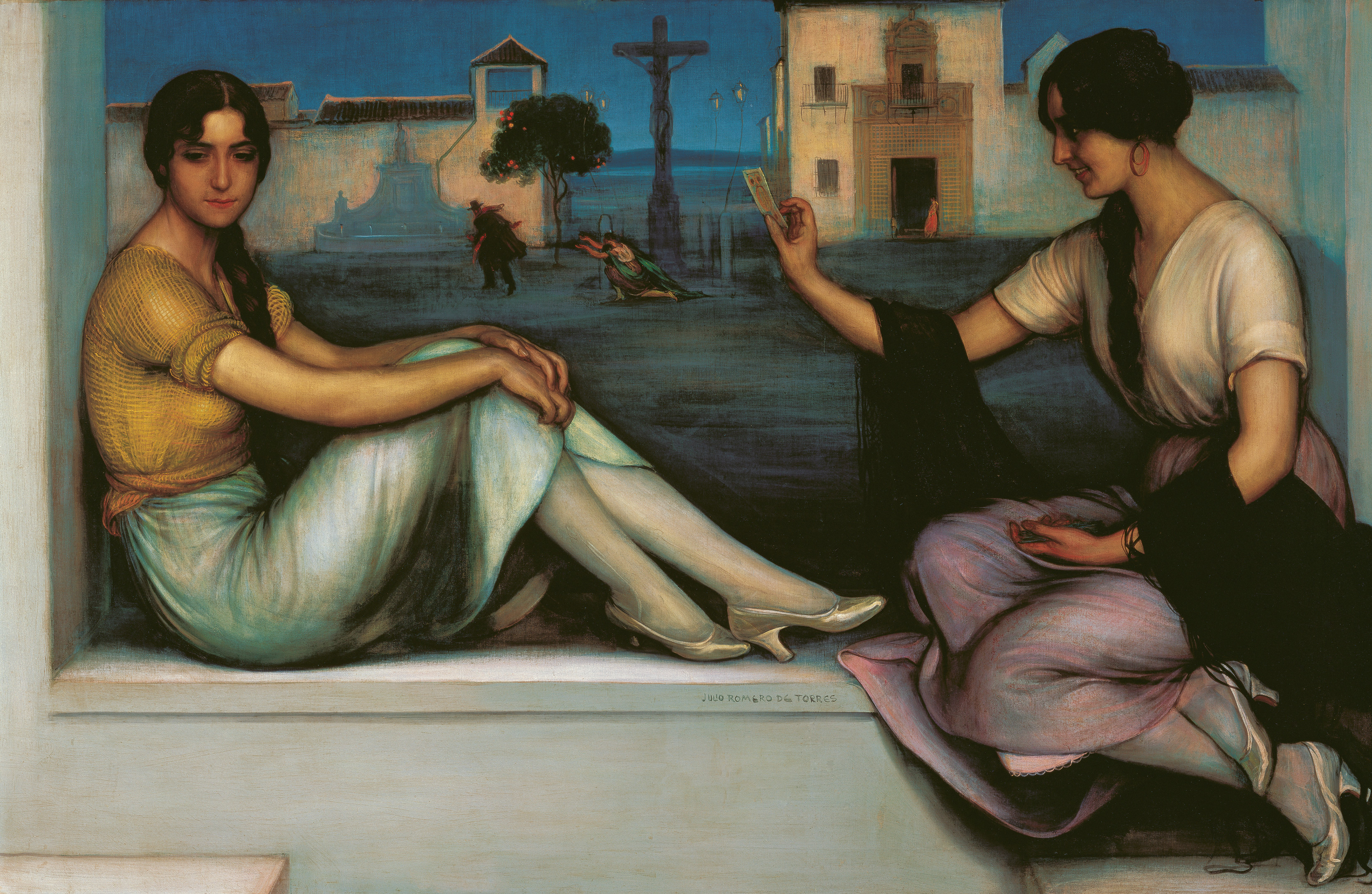
Romero de Torres, La buenaventura
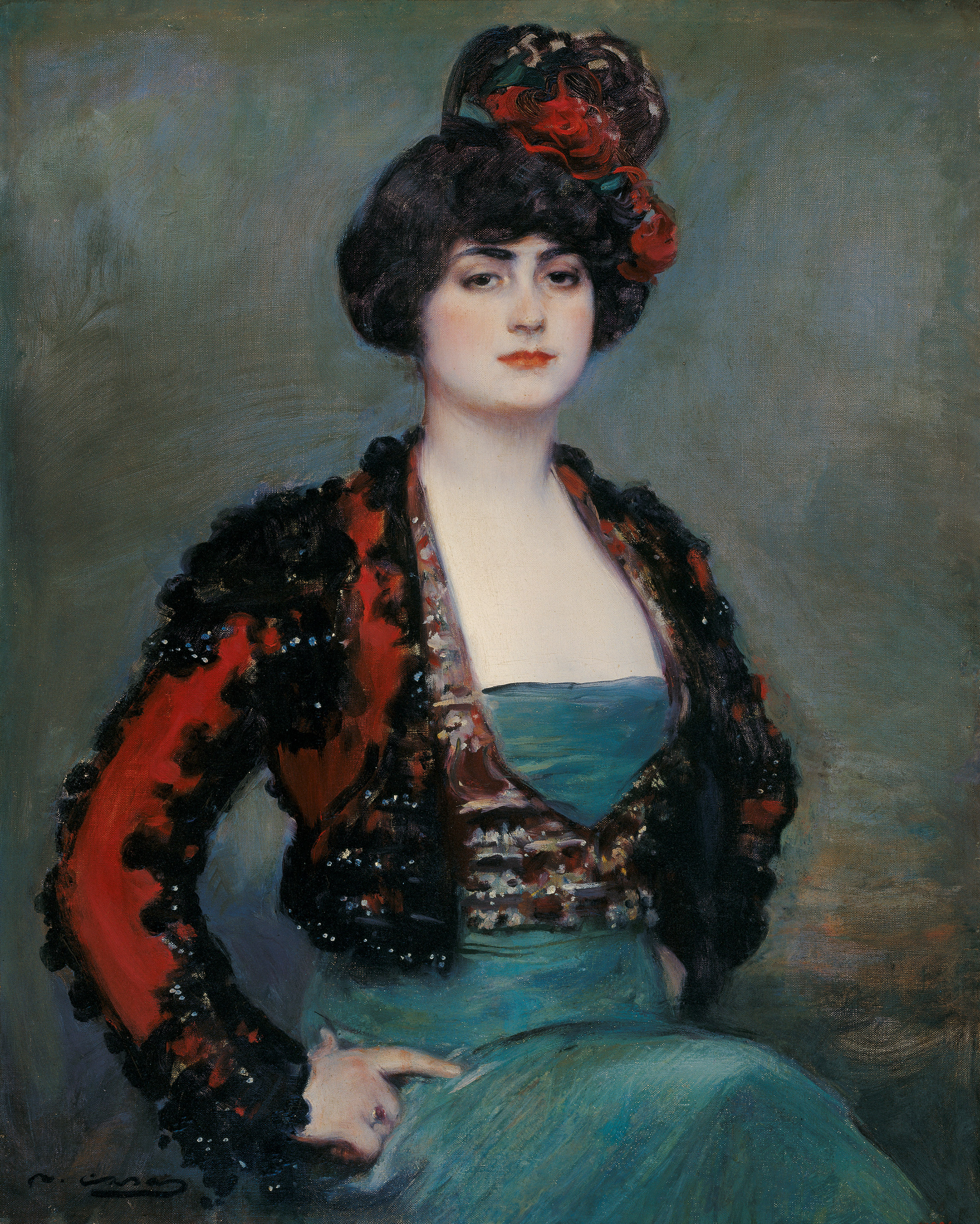
Ramón Casas, Retrato de Julia
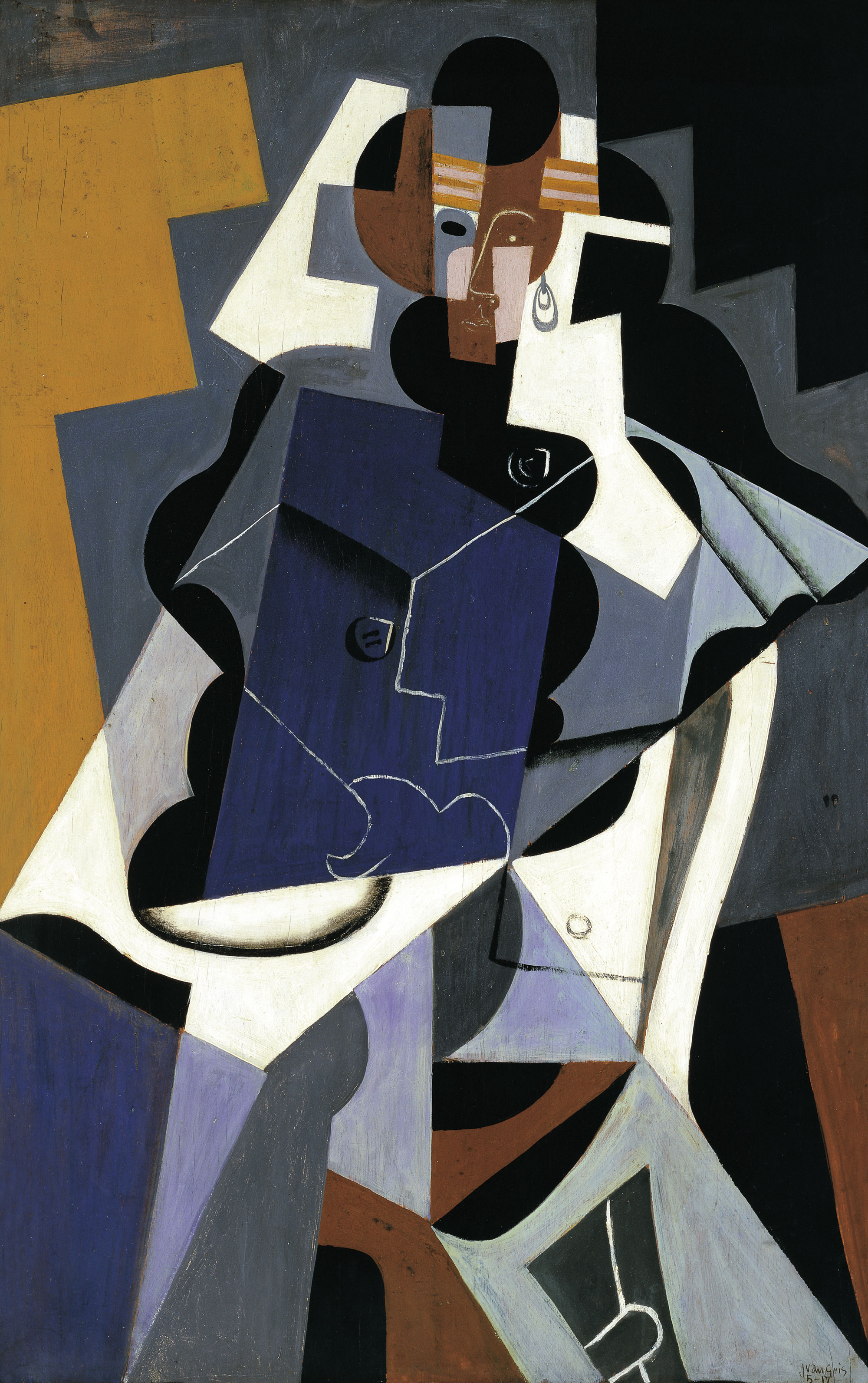
Juan Gris, Mujer sentada

## Todos los autores de la colección
El listado de los artistas que componen la colección.  
 Incorporados en el listado las autorías atribuidas y excluidas aquellas obras anónimas y los siguientes grupos:
- Equipo Crónica
- Maestro de las vistas de la Fundación Langmatt
- Escuela Americana, siglo XIX
- Escuela Andaluza siglo XIX
- Escuela Española siglo XIX (C. 1800)
- Escuela Española siglo XVI
- Escuela Española siglo XVII
- Escuela Española siglo XVIII
- Escuela Española siglo XX (c. 1900)
- Escuela Hispano-Flamenca siglo XVII-XVIII
- Escuela Sevillana siglo XVII
- Escuela Valenciana siglo XVII
- Taller de Della Robbia
- Taller de Mattia Preti
- Taller de Neroccio de'Landi (Atribuido)
- Taller de Rubinetto di Francia

### Autores
- Joaquin Agrasot y Juan[15]
- Gustave Alaux[16]
- Nicholas Alden Brooks[17]
- Leonardo Alenza[18]
- Nicolás Alperiz[19]
- Emilio Álvarez Díaz[20]
- Gabriel Amat Pagès[21]
- Josep Amat Pagès[22]
- Albert André[23]
- Michael Andrews[24]
- Hermen Anglada Camarasa[25]
- Jesús Apellaniz[26]
- Rafael Arroyo Fernández
- John Atkinson Grimshaw
- Amalia Avia
- Gustavo Bacarisas
- Henry Bacon
- Dionisio Baixeras
- Fritz Bamberger
- Vladimir Baranov-Rossine
- José Bardasano
- Ramon Barnadas i Fàbregas
- Laureà Barrau i Buñol
- Maurice Barraud
- Francisco Barrera (“Atribuido a”)
- Manuel Barrón y Carrillo
- Jeanna Maria Charlotta Bauck
- Willi Baumeister
- Max Beckmann
- Louis Belanger
- Charles Bell
- Manuel Benedito Vives
- Rafael Benet i Vancells
- Rafael Benjumea
- José Benlliure Gil
- Thomas Hart Benton
- Jean Béraud
- Émile Bernard
- Aureliano de Beruete y Moret
- Albert Bierstadt
- Gonzalo Bilbao Martínez
- Thomas Birch
- Giuseppe Bisi
- Abraham Bloemaert
- Karl Bodmer
- Perejaume Borrell i Guinart
- Emili Bosch i Roger
- François Boucher
- Eugène Boudin
- William Bradford
- Georges Braque
- Alfred Thompson Bricher
- John George Brown
- Jan Brueghel (el Viejo)
- Agostino Brunias
- Simò Busom i Grau
- Antoni Caba i Casamitjana
- Alexandre de Cabanyes i Marquès
- Manuel Cabral Aguado Bejarano
- Antonio Cabral Bejarano
- Charles Camoin
- Antonio María Reyna Manescau
- Román Ribera Cirera
- William Trost Richards
- José Rico Cejudo
- Heinrich Campendonk
- Francesc Camps i Ribera
- Tomás Campuzano y Aguirre
- Giovanni Antonio Canal (Canaletto)
- Ricard Canals Llambí
- Giuseppe Canella
- Ramon de Capmany i de Montaner
- Jaume Carbonell
- Joan Cardona i Lladós
- Domènec Carles i Rosich
- Emil Carlsen
- Samuel S. Carr
- Modest de Casademunt i Giralt
- Ramón Casas i Carbó
- Carlos Alberto Castellanos
- Jorge Castillo
- Bernardo Cavallino
- Jacopo Cestaro
- Ernest Charton
- William Merritt Chase
- Ulpiano Checa y Sanz
- Paul Charles Chocarne-Moreau
- Frederic Edwin Church
- Josep Clarà i Ayats
- Antoni Clavé i Sanmartí
- Salvador Clemente Pérez
- Joan Commeleran Carrera
- Xavier Corberó i Olivella
- Jean-Baptiste-Camille Corot
- Ángel María Cortellini Hernández
- Ángel Cortellini Sánchez
- Andrés Cortes y Aguilar
- Víctor María “Vitín” Cortezo
- Pancho Cossío
- Gustave Courbet
- Pere Créixams i Picó
- Giuseppe María Crespi
- Jasper Francis Cropsey
- Henri-Edmond Cross
- Modest Cuixart i Tàpies
- José Cusachs y Cusachs
- Salvador Dalí i Domènech
- María Antonia  Dans
- Charles-François Daubigny
- Edgar Degas
- Alfred Dehondencq
- Robert Delaunay
- Andrea della Robbia
- Hippolyte Camille Delpy
- Paul Delvaux
- Maurice Denis
- José Denis Belgrano
- André Derain
- Diego Valentín Díaz
- Ángel Díaz Domínguez
- Roberto Domingo y Fallola
- José Domínguez Bécquer
- Joaquin Domínguez Bécquer
- Valeriano Domínguez Bécquer
- Wei Dong
- Kees van Dongen
- Karel Du Jardin
- Ernest-Ange Duez
- Raoul Dufy
- Rafael Durancamps i Folguera
- George Henry Durrie
- Anton van Dyck
- James Ensor
- Eloy Erentxun Onzalo
- Francisco de Paula Escribano Linán
- Georges d' Espagnat
- Richard Estes
- Jerónimo Ezquerra
- Étienne Maurice Falconet
- Luis Ricardo Falero
- Giovanni  Fattori
- Lyonel Feininger
- Luis Feito
- Antonio de Felipe
- Conrad Felixmüller
- José Fernández Alvarado
- Bernardo Ferrándiz Badenes
- Antoni Ferrater i Feliu
- Pedro Figari
- Francesc Fontanals i Rovirosa
- Jean-Louis Forain
- Mariano Fortuny
- Léonard Tsuguharu Foujita
- Jean-Honoré Fragonard
- José Francés Agramunt
- Niccolò Frangipane
- Jordi Freixas i Cortés
- Fritz Freund
- Caspar David Friedrich
- Frederick Carl Frieseke
- Eduard Gaertner
- Menchu Gal
- José Gallegos y Arnosa
- Baldomer Galofre i Giménez
- Juan José Gárate y Clavero
- Carmelo García Barrena
- Rafael García Hispaleto
- José García Ramos
- Juan García Ramos
- Manuel García Rodríguez
- Ambroise Louis Garneray
- Eduardo León Garrido
- José Gartner de la Peña
- Nicolás Gato de Lema
- Paul Gauguin
- Corrado Giaquinto
- Sanford Robinson Gifford
- Francesc Gimeno i Arasa
- Luca Giordano
- Adolfo Giráldez Peñalver
- Maria Girona i Benet
- Ilya Glazunov
- Vincent Van Gogh
- Guillermo Gómez Gil
- Natalia Goncharova
- Agustín González Salvador
- Francisco de Goya y Lucientes
- Jan Josefsz Van Goyen
- Lluís Graner i Arrufí
- Emili Grau i Sala
- Jacob Grimmer
- Juan Gris
- Wang Guangyi
- Giovanni Antonio Guardi
- Francesco Guardi
- Armand Guillaumin
- Francisco Guinart Candelich
- Pere Gussinyé i Gironella
- José Gutiérrez Solana
- Carlos de Haes
- James McDougal Hart
- Childe Hassam
- Adolphe Ludovic Hastrel
- Martin Johnson Heade
- Erich Heckel
- Manuel Hernández Mompó
- Pedro Hernández Torres
- Prudencio Herreros Amat
- John William Hill
- Francisco Hohenleiter Castro
- Carl Vilhelm Holsoe
- Winslow Homer
- Pieter Hendricksz de Hooch
- Edward Hopper
- Manolo Hugué
- George Inness
- Ignacio de Iriarte
- Jozef Israëls
- Francisco Iturrino González
- Ramón José Izquierdo y Garrido
- José María Jardines
- José Jiménez Aranda
- Luis Jiménez Aranda
- Federico Jiménez Fernández
- Eastman Johnson
- Hugh Bolton Jones
- Johann Barthold Jongkind
- David Nestorovich Kakabadze
- Wassily Kandinsky
- John Frederick Kensett
- Jan van Kessel III (atribuido a)
- Ernst Ludwig Kirchner
- Yves Klein
- Oskar Kokoschka
- Philips Koninck
- Walt Kuhn
- František Kupka
- José María Labrador
- Paul Lacroix
- Celso Lagar
- Genaro Lahuerta López
- Wifredo Lam
- Víctor Patricio Landaluze
- Andrés Larraga Montaner
- Mercedes Lasarte
- Henri Le Sidaner
- Henri Lebasque
- Fernand Léger
- Stanislas Lépine
- Léon-Augustin Lhermitte
- Max Liebermann
- Richard Lindner
- Ángel Lizcano Monedero
- Joan Llimona i Bruguera
- Xavier  Llull Castañer
- Baltasar Lobo
- Maurice Lobre
- Andrea Locatelli
- Luigi Loir
- Gustave Loiseau
- Ricardo López Cabrera
- José María López Mezquita
- Bernardo Lorente Germán
- Eugenio Lucas Velázquez
- Eugenio Lucas Villaamil
- Maximilien Luce
- Ricardo Macarrón
- Hermon Atkins MacNeil
- Raimundo de Madrazo y Garreta
- Gustavo de Maeztu
- Josep María Mallol i Suazo
- Alfred Manessier
- Henri Manguin
- Ricardo Manzanet Millán
- Michele Marieschi
- Manuel Marín
- Eustaquio Marín Ramos
- Reginald Marsh
- Joaquim Marsillach i Codony
- Ramón Martí Alsina
- Henri Martin
- C. J. Martin
- Juan Martínez Abades
- Enrique Martínez Cubells
- Casimir Martínez Tarrassó
- Simone Martini
- Arcadio Mas y Fondevila
- Masaya
- Raymond Mason
- José Masriera y Manovens
- Francisco Masriera y Manovens
- Segundo Matilla i Marina
- Henri Matisse
- Maxime Maufra
- Anton Mauve
- Inocencio Medina Vera
- Eliseo Meifrén Roig
- Willard Leroy Metcalf
- Jean Metzinger
- Franz Eduard Meyerheim
- Georges Michel
- Emilio Millán Ferriz
- Joaquim Mir i Trinxet
- Francesc Miralles i Galaup
- Joan Miró
- Gaspar Miró i Lleó
- Louise Moillon
- Josep Mompou Dencausse
- Claude Monet
- Jean-Baptiste Monnoyer
- Alec Monopoly
- Giorgio Morandi
- José Moreno Carbonero
- José Moreno Villa
- Berthe Morisot
- Ramón Moscardó Fernández
- Edvard Munch
- Antonio Muñoz Degrain
- Tomás Muñoz Lucena
- Domingo Muñoz y Cuesta
- Gabriele Münter
- Zoran Music
- Carles Nadal i Ferreres
- Ramon Nadal i Horrach
- Eduardo Naranjo
- José Navarro Llorens
- Aert van der Neer
- Lowell Nesbitt
- Emil Nolde
- Isidre Nonell i Monturiol
- Georgia O'Keeffe
- Mariano Obiols Delgado
- Emilio Ocón y Rivas
- Ceferino Olivé
- Julian Opie
- Ricard Opisso i Sala
- Richard  Orlinski
- Adriaen van Ostade
- Benjamín Palencia
- Giuseppe Palizzi
- Vicente Palmaroli y González
- Vicente Paredes (García de Paredes)
- Ginés Parra
- Iu Pascual i Rodés
- Alberto Pasini
- César Paternosto
- Max Pechstein
- Josep Lluís Pellicer i Fenyé
- Maximino Peña Muñoz
- Guy Pène du Bois
- Genaro Pérez Villaamil
- Hippolyte Petitjean
- Giovanni Battista Piazzetta
- Pablo Picasso
- Ramón Pichot y Gironès
- Ramón Pichot y Soler
- Manuel Picolo López
- Ignacio Pinazo Camarlench
- Ignacio Pinazo Martínez
- José Pinazo Martínez
- Joan Pinós i Palà
- Camille Pissarro
- Gerardo Pita
- Cecilio Pla y Gallardo
- Alberto Pla Rubió
- Àngel Planells i Cruanyes
- Joan Ponç i Bonet
- Jaume Pons i Martí
- Frans Janszoon Post
- Edward Henry Potthast
- Francisco Pradilla Ortiz
- Maurice Brazil Prendergast
- Pere Pruna i Ocerans
- Bonaventura Puig i Perucho
- Ferdinand du Puigaudeau
- Josep Puigdengolas Barella
- Joaquim Pursals i Forment
- Pierre-Antoine Quillard
- Albert Rafols Casamada
- Manuel Ramos Artal
- William Tylee Ranney
- Darío de Regoyos y Valdés
- Frederick Remington
- Pierre-Auguste Renoir
- Antonio María Reyna Manescau
- Román Ribera
- William Trost Richards
- José Rico Cejudo
- Martín Rico Ortega
- Luis Rigalt
- Diego Rivera
- Hubert Robert
- Theodore Robinson
- Auguste Rodin
- José María Rodríguez Acosta
- Manuel Rodríguez de Guzmán
- Christian Rohlfs
- Pau Roig i Cisa
- Juan Roig y Soler
- José Roldán Martínez
- Giovanni Francesco Romanelli
- Julio Romero de Torres
- José María Romero y López
- Salvatore Rosa
- Eduardo Rosales Gallinas
- Théodore Rousseau
- Gerardo Rueda
- Santiago Rusiñol i Prats
- Charles Marion Russell
- Salomon Jacobsz van Ruysdael
- Théo van Rysselberghe
- Olga Sacharoff
- Joseph Saint-Germier
- Emilio Sala Francés
- Agustín Salinas Teruel
- Juan Pablo Salinas Teruel
- Robert Salmon
- Salvador Sánchez Barbudo
- Eduardo Sánchez Solá
- Emilio Sánchez-Perrier
- Vicente Santaolaria Montoro
- Ramon Sanvisens i Marfull
- Carlo Saraceni
- John Singer Sargent
- Antonio Saura
- Jean-Frédéric Schall
- Karl Schmidt-Rottluff
- Nikolai Sedelnikov
- Arthur Segal
- Paul Sérusier
- Joseph Henry Sharp
- Paul Signac
- Alfred Sisley
- Juan Alberto Soler-Miret
- William Louis Sonntag
- Joaquín Sorolla y Bastida
- Arturo Souto
- Raphael Soyer
- Jan Steen
- Varvara Stepanova
- Joaquín Sunyer
- Antoni Tàpies i Puig
- Georg Tappert
- Joaquim Terruella i Matilla
- Anthony Thieme
- August Anton Tischbein
- Ettore Tito
- Josep de Togores i Llach
- Pere Torné i Esquius
- Joaquín Torres García
- Ezequiel Torroella
- Henri de Toulouse-Lautrec
- Alonso Miguel de Tovar
- Cornelis Troost
- Wilhelm Trübner
- Joaquín Turina y Areal
- John Henry Twachtman
- Agustín Ubeda
- Eduardo Urculo
- Ricard Urgell i Carreras
- Modest Urgell i Inglada
- Evaristo Valle
- Louis Valtat
- Gaspare Vanvitell (Gaspar Adriaensz van Wittel)
- Victor Vasarely
- Joaquim Vayreda i Vila
- Ricardo Verdugo Landi
- Tobias Verhaecht
- Claude Joseph Vernet
- Eduardo Vicente Pérez
- Aleix Vidal-Quadras i Veiga
- Julio Vila y Prades
- Darius Vilàs i Fernández
- Miquel Villà i Bassols
- Isabel Villar Ortiz de Urbina
- José Villegas y Cordero
- Maurice de Vlaminck
- Simon de Vlieger
- Jacobus Vrel
- Édouard Vuillard
- Phil Wainman
- Georges Ward
- Jan Hendrik Weissenbruch
- Tom Wesselmann
- Thomas Worthington Whittredge
- Ernst Wilhelm Nay
- Emanuel de Witte
- Manuel Wssel de Guimbarda
- Newell Conver Wyeth (N. C. Wyeth)
- Eduardo Zamacois y Zabala
- Giuseppe Zocchi
- Valentín de Zubiaurre
- Ignacio Zuloaga  Zabaleta
- Francisco de Zurbarán